# Biserica reformată din Fântânele

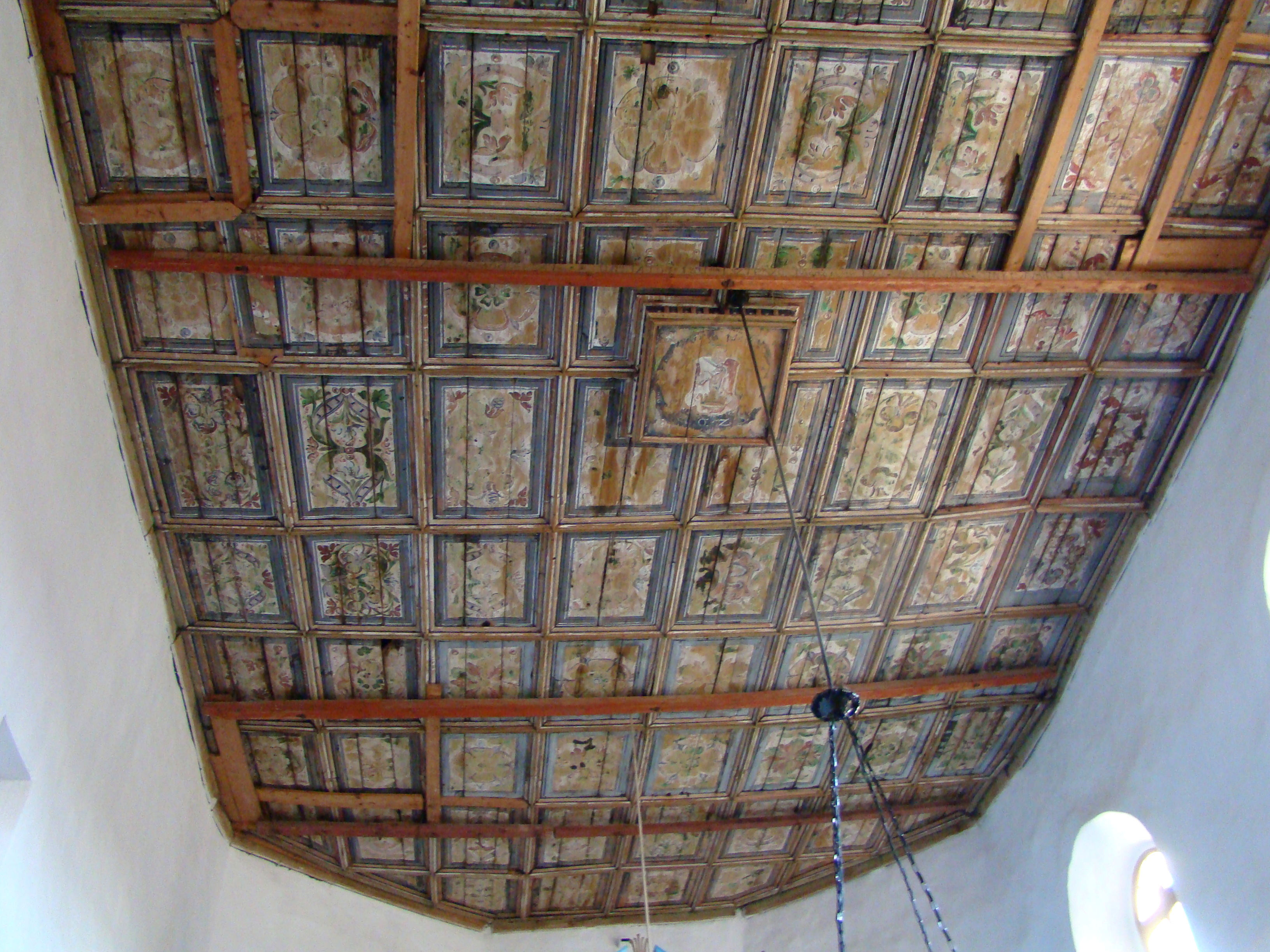
Tavanul casetat

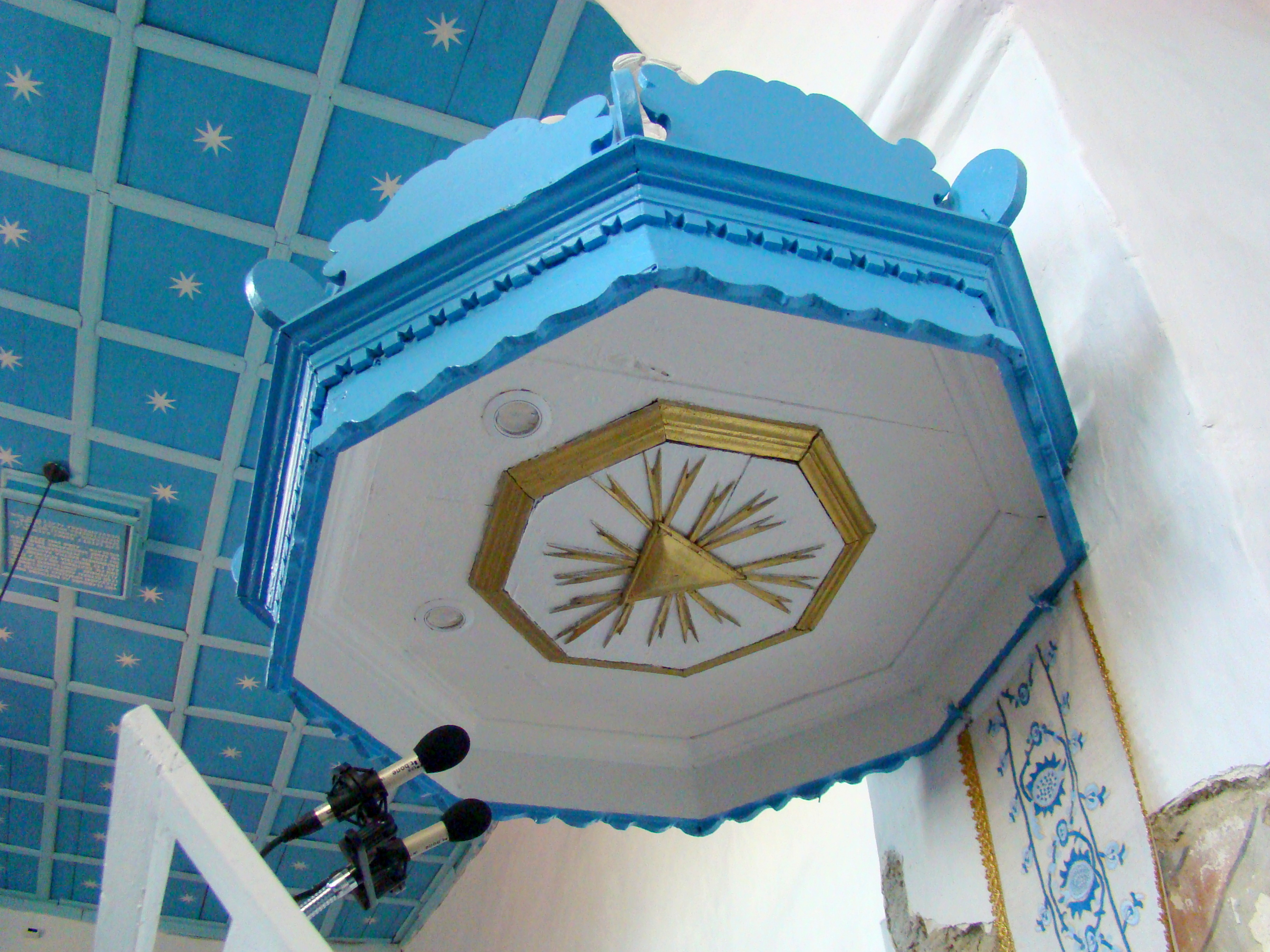
Coroana amvonului

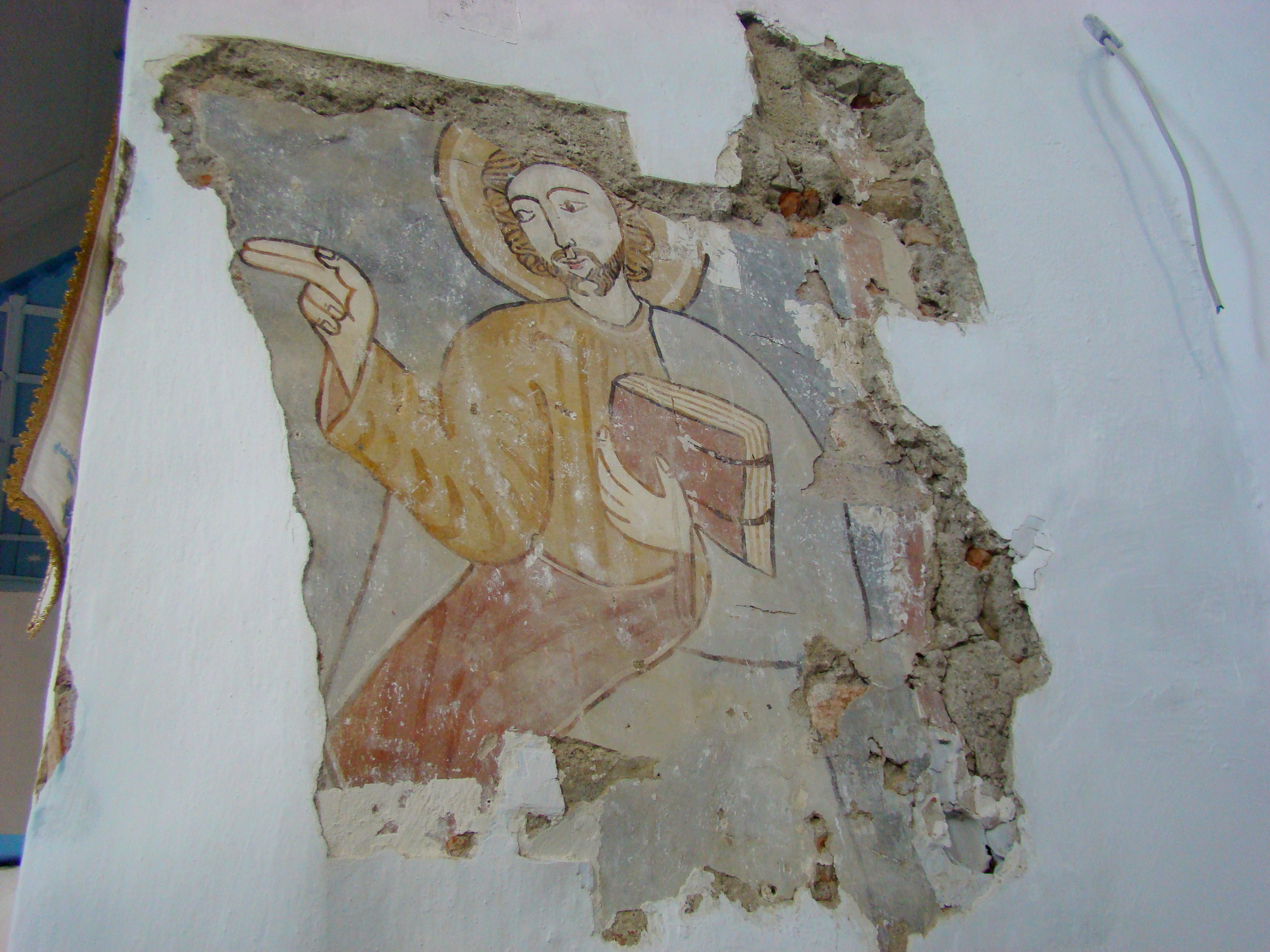
Apostolul Pavel

Biserica Reformată din Fântânele este un lăcaș de cult protestant construit în secolul al XIII-lea, apoi modificat deseori până în secolul al XVIII-lea. În interiorul edificiului se găsesc rămășițe de frescă medievală și un plafon cu casete pictate. Clădirea figurează pe lista monumentelor istorice 2010, cod LMI MS-II-m-A-15670.

## Istoric
Fântânele este un sat secuiesc din Scaunul Mureș aflat la o distanță de numai 29 km de cel mai important oraș din regiune, Târgu Mureș. Localitatea este atestată din 1332, ca Kulakuta în lista de zeciuială papală. Atunci preotul István a plătit taxa de 6 denari, iar în 1334 noul preot numit Miklós a dat un banális.

## Biserica
Nu se poate stabili cu exactitate ordinea fazelor de construcție, dar s-a presupus că o parte dintre structuri datează din secolul al XIII-lea. Din această perioadă datează frescele care în momentul reformei protestante, când satul a trecut pe calvinism, au fost spoite și abia în zilele noastre au fost descoperite, în urma restaurării lăcașului de cult.  

## Trăsături
Biserica este situată în mijlocul localității, lângă strada Principală. În curtea bisericii se intră prin poarta de la începutul secolului al XIX-lea, cu stâlpi zidiți purtând sfere de piatră, pe unul dintre batanții din fier forjat apare și monograma donatorului, G L J (gróf Lázár József). Organizarea spațială a bisericii este cea tradițională: turn zidit la vest, navă și cor poligonal. La sud de navă se află un portic datând de la începutul secolului al XIX-lea. Pe baza analogiilor, corul mai lung decât nava și de o lățime aproape identică cu aceasta, indică lărgirea acestuia în evul mediu târziu. Turnul, nava și corul se sprijină pe contraforturi, pe latura sudică a navei fiind un contrafort în plus față de cea nordică. Lipsa contrafortului de pe peretele nordic al corului indică locul sacristiei demolate, fiind vizibile și amprentele bolții medievale pe peretele corului. Aspectul exterior medieval s-a păstrat cel mai bine în cazul turnului: o construcție masivă, cu guri de tragere și un coif cu patru turnulețe de colț. Intrarea turnului este ogivală, ancadramentul de piatră fiind probabil sub tencuială. Nava are două, iar corul trei ferestre mari, cu închidere semicirculară.
Interiorul bisericii este amenajat cu mobilier bisericesc obișnuit și este dominat de o culoare albastră care acoperă aproape tot: băncile cu decor sculptat, tribunele cu parapet casetat, ușile, orga și tavanul casetat al navei. Din tribuna de la capătul vestic al navei se deschide accesul spre etajele turnului. Tavanul navei are 8 x 12 casete, care sunt decorate cu câte o stea în centru. Pe cele patru casete centrale s-a montat o casetă-ladă, pe care cu ocazia zugrăvirii planșeului în albastru, în aul 1982, s-a fixat o placă cu textul copiat al inscripției originale. Din această inscripție aflăm, că tavanul a fost realizat din donația lui Sándor Kovásznai în 1782, în timpul pastorului Zsigmond Barta.
În biserică se găsesc mai multe piese funerare nobiliare. Pe parapetul tribunei sunt fixate trei blazoane funerare, cel mai timpuriu fiind cel al lui Gergely Inczédi din 1810. În cor se află două monumente funerare (de fapt pietre funerare inițial amplasate în podea, ulterior înzidite în perete): în peretele sudic cel al comanditarului tavanului, János Gáspár de Șuveica, având în partea superioară blazonul lui cu unicorn (1625), iar în peretele estic o altă piatră funerară, dar cu textul aproape dispărut, care se presupune că a fost ridicată de Kata Safarit (Sapahrit) pentru primul său soț, János Lázár IV., decedat înaintea anului 1607. Deasupra arcului de triumf se află monumentul funerar din marmură neagră al lui József Lázár, ridicat în 1841 de către soția sa, Zsuzsanna Intzédi. În navă se găsesc două monumente funerare, pe peretele arcului de triumf: cel al lui Kata Teleki din 1758, amplasat de soțul ei, János Lázár, iar pe peretele nordic cel al lui György Lázár, decedat în 1660, piatra fiind comandată în 1666 de către fiul lui, Imre.
În cor se remarcă tavanul cu 8x11 de casete. Pe caseta-ladă din mijloc apare blazonul cu unicorn al comanditarului János Gáspár de Șuveica și inscripția de datare 1625. Partea centrală a tavanului, îndoită în jos, a fost sprijinită în 1821 de câteva grinzi transversale. Pe casetele de diferite lungimi apar flori în compoziții simetrice, primul rând de casete fiind decorat cu motivul solzilor de pește. În mai multe locuri apar completări ale tavanului, efectuate cu bucăți din casete mai vechi. 
În opinia lui Lajos Kelemen, tavanul ar fi opera pictorului János Egerházi de Band,  pictor care a activat și la curtea princiară.
Despre picturile murale ale bisericii din Fântânele există informații încă din anii 1894 și 1906, dar decopertările cu intenția prezentării lor au fost efectuate în 1982 de către László Dávid, Fragmentul cel mai important s-a găsit în interior, pe peretele sudic al navei, lângă tribună, identificat de Dávid ca Imago Pietatis, o versiune a scenei Vir Dolorum: figura lui Isus se ridică dintr-un sarcofag de culoare roz, capul îi este aplecat, mâinile sunt încrucișate peste marginea sarcofagului.

## Imagini din exterior

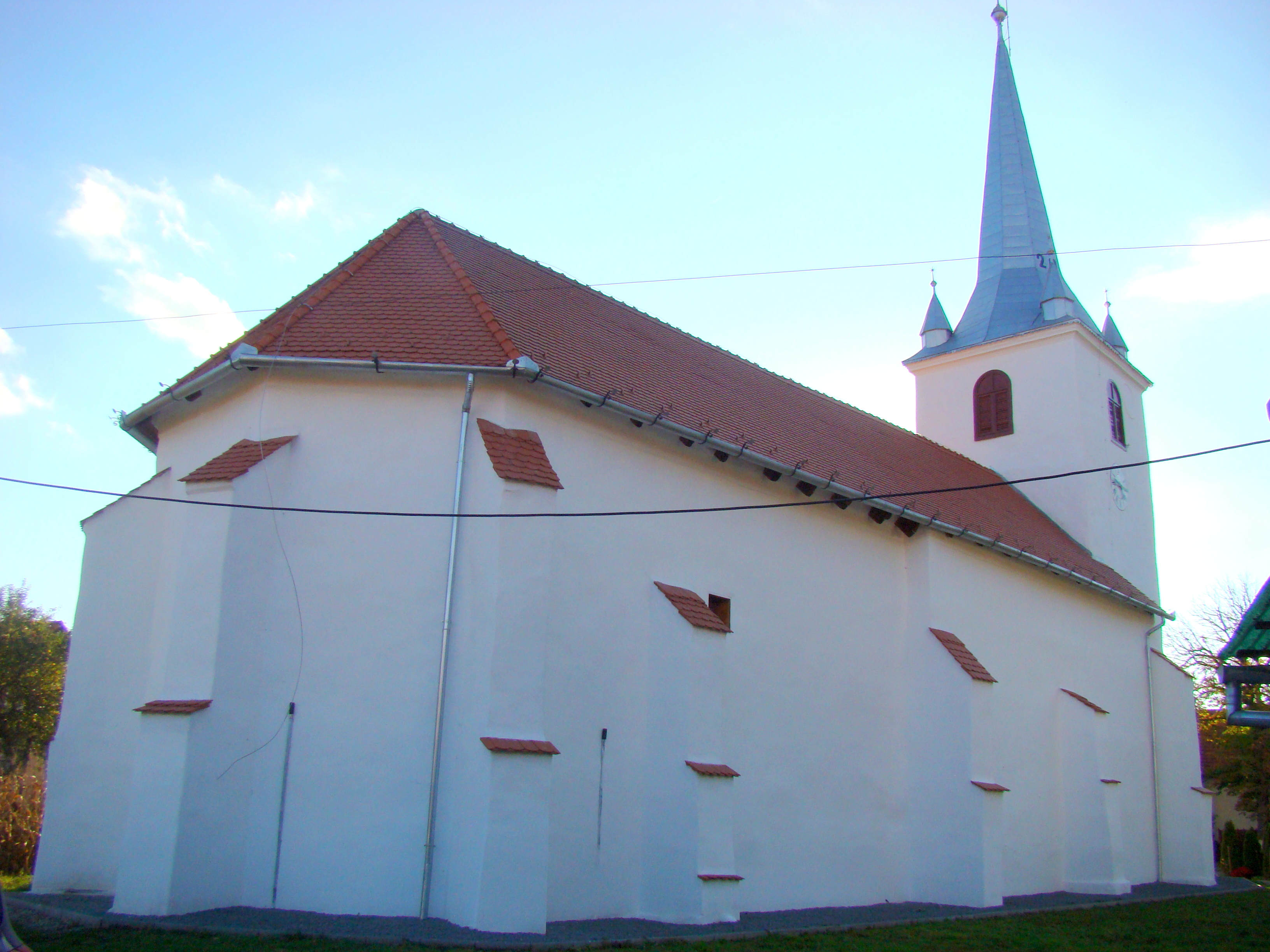
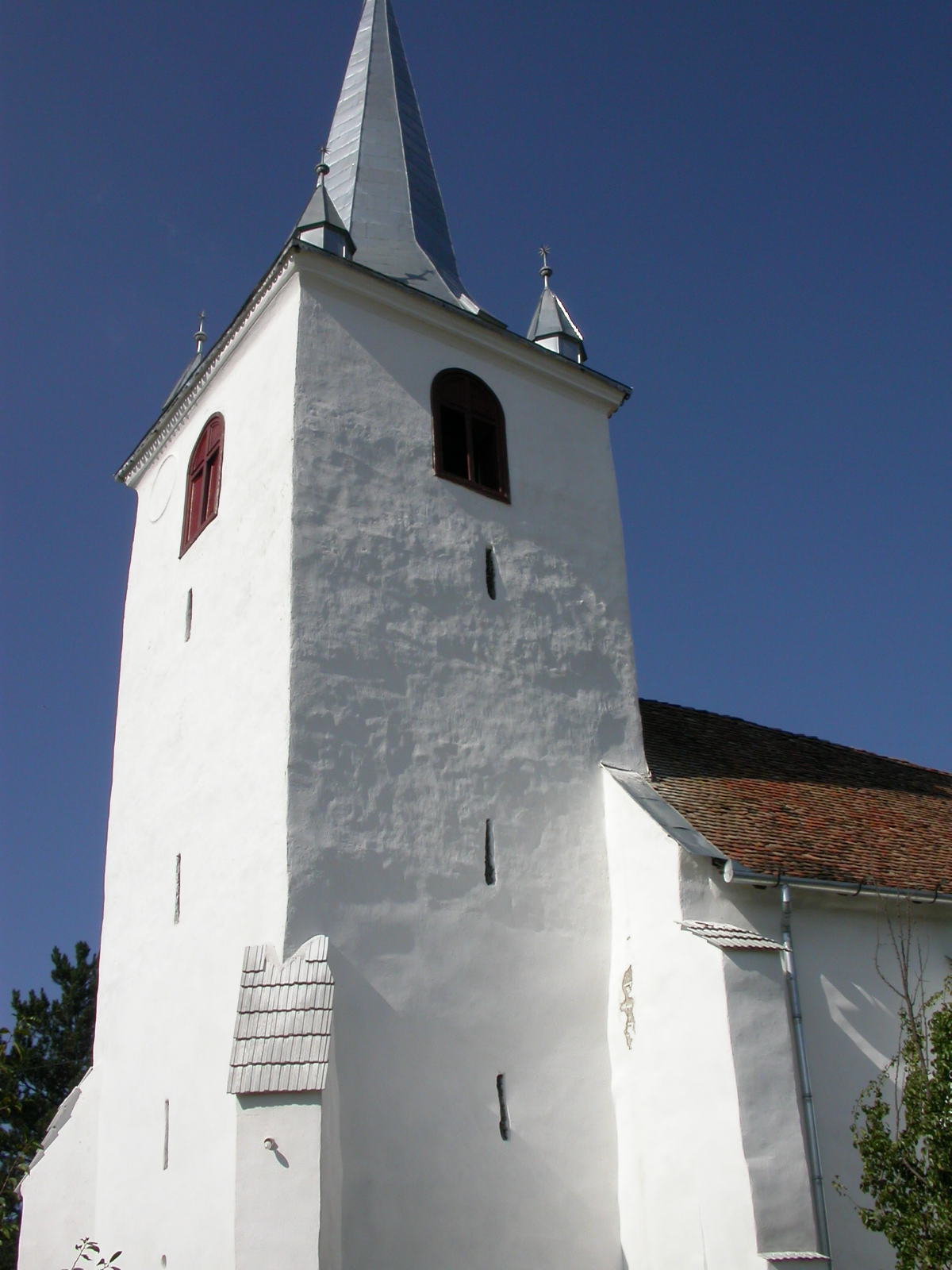
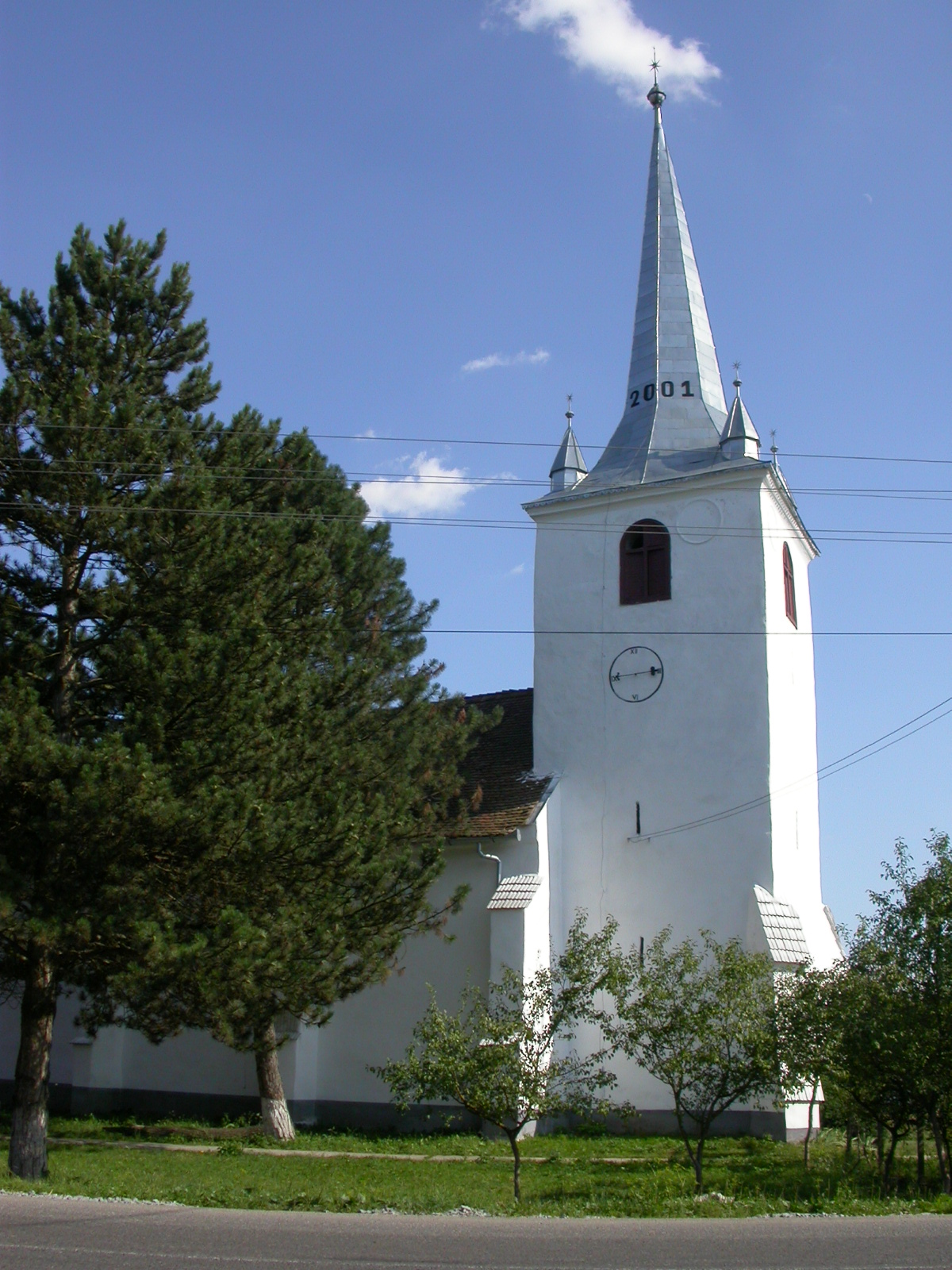
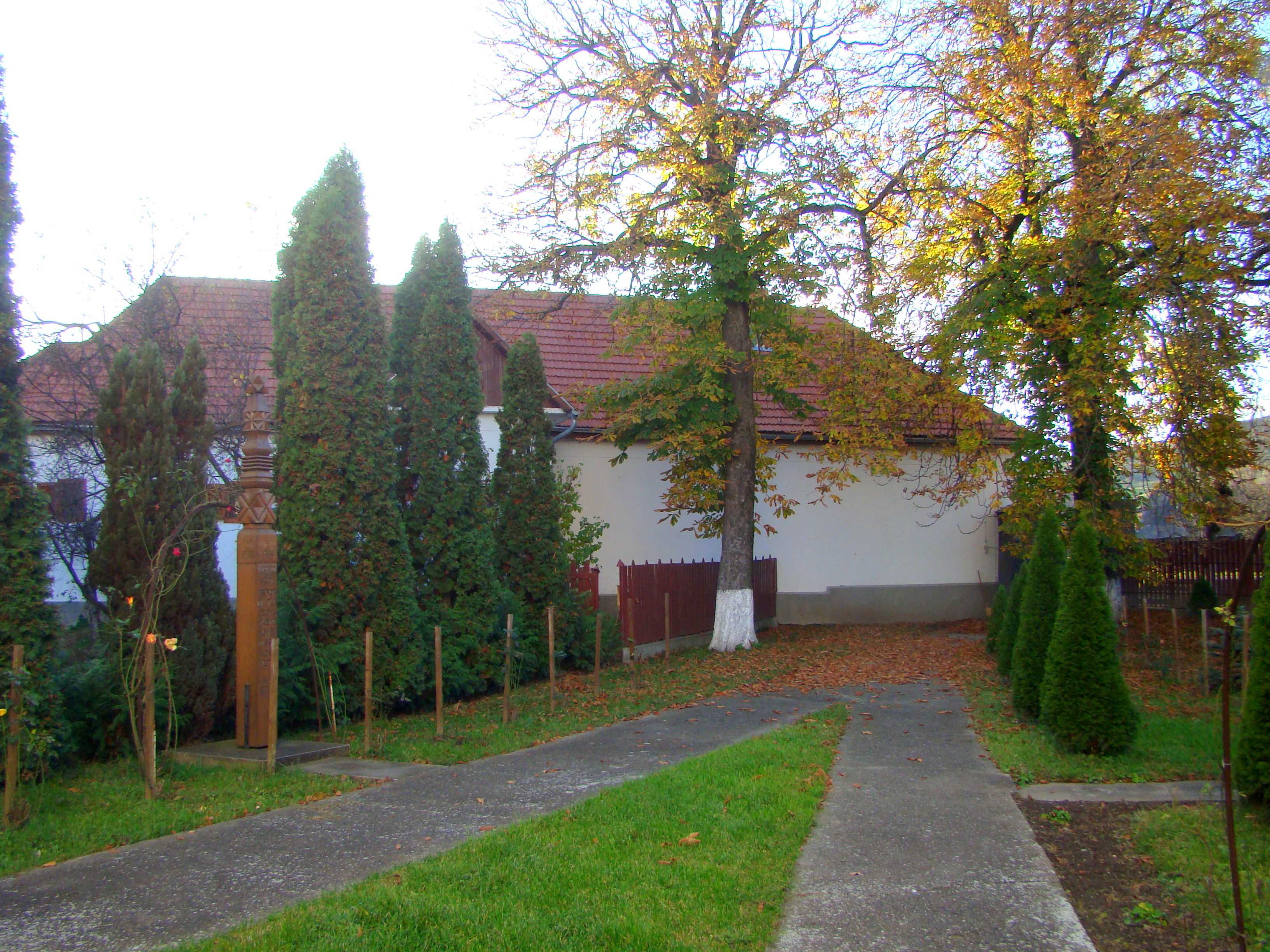
Casa parohială reformată
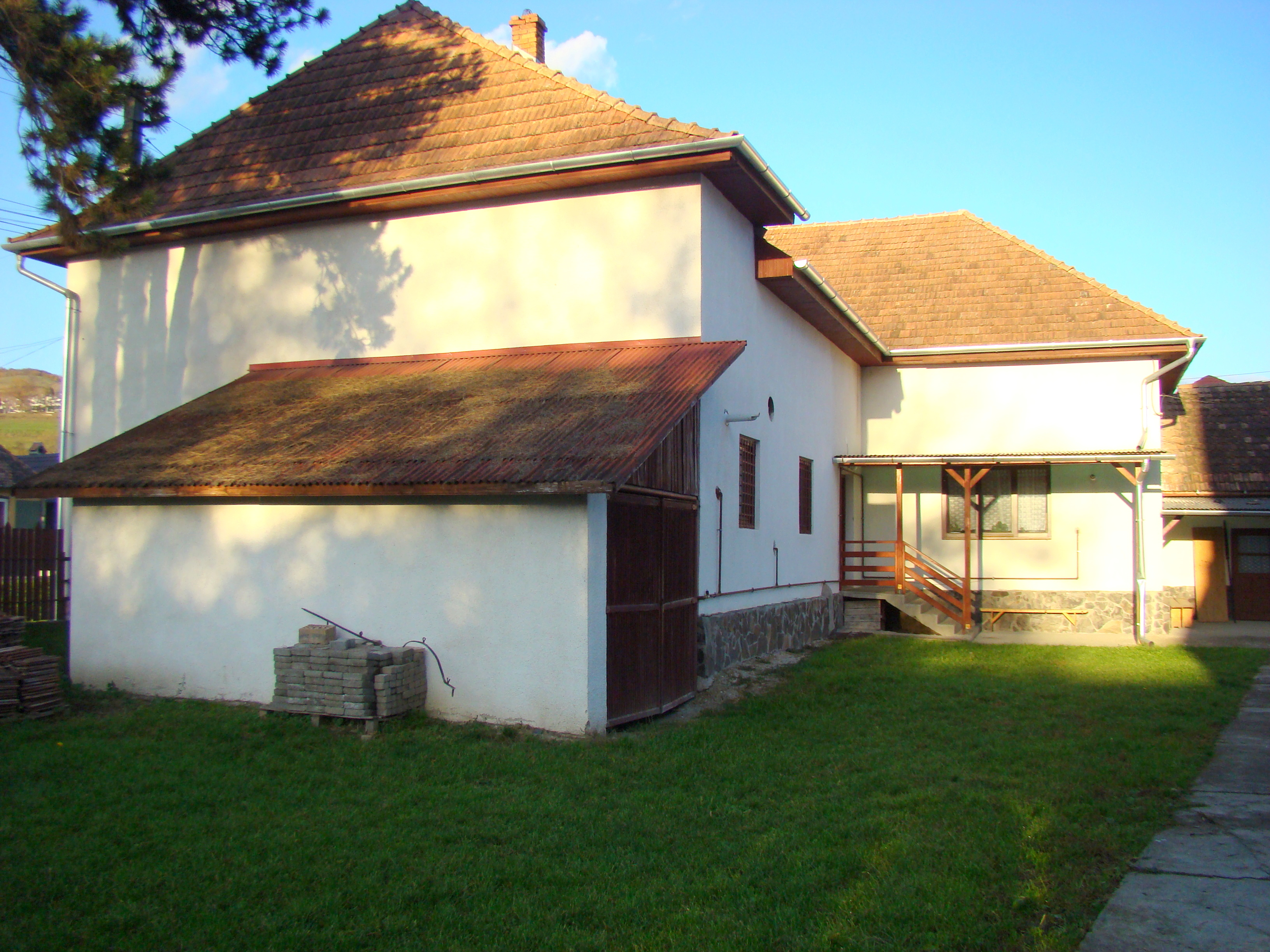
Casa de rugăciune reformată
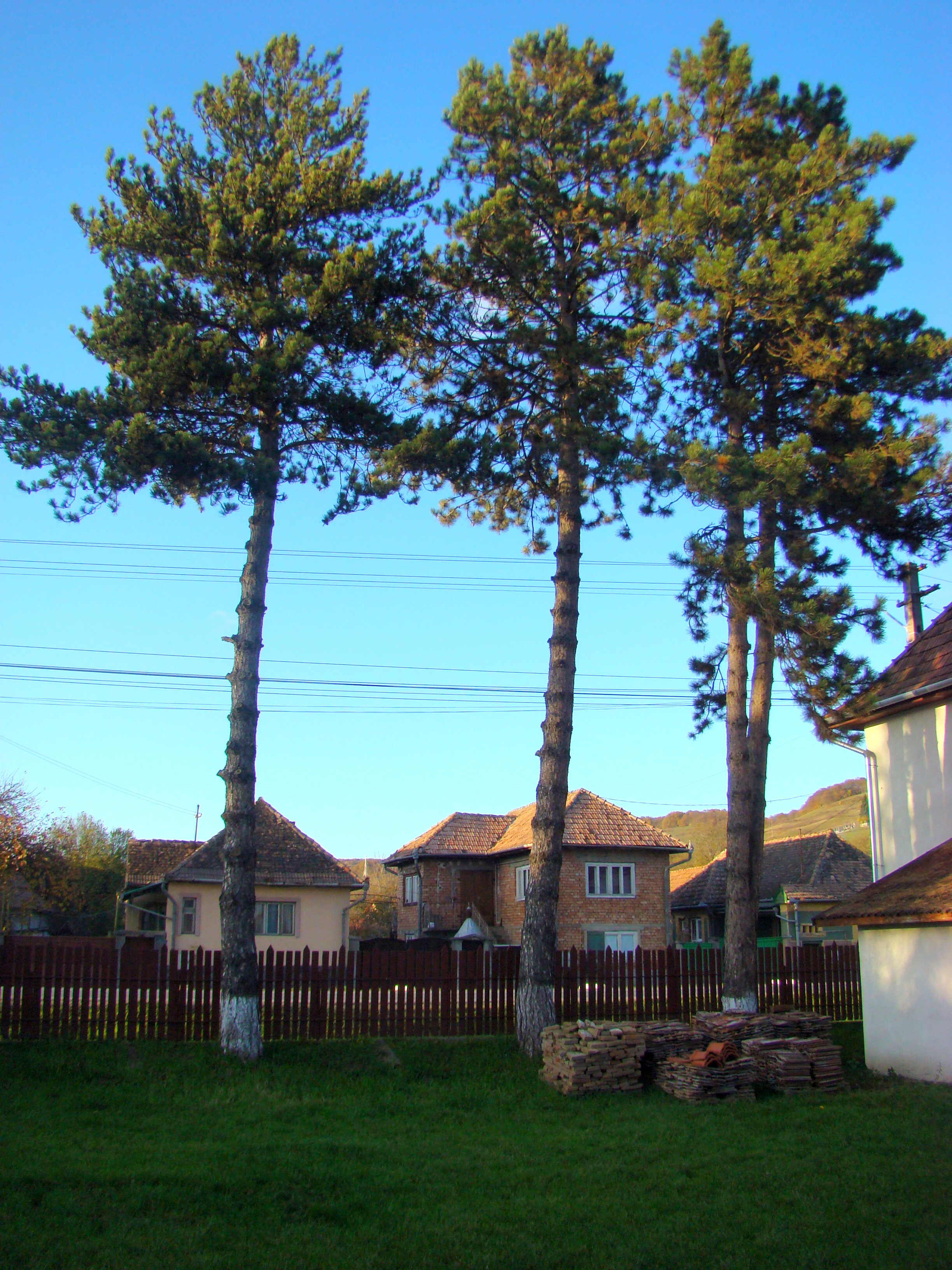
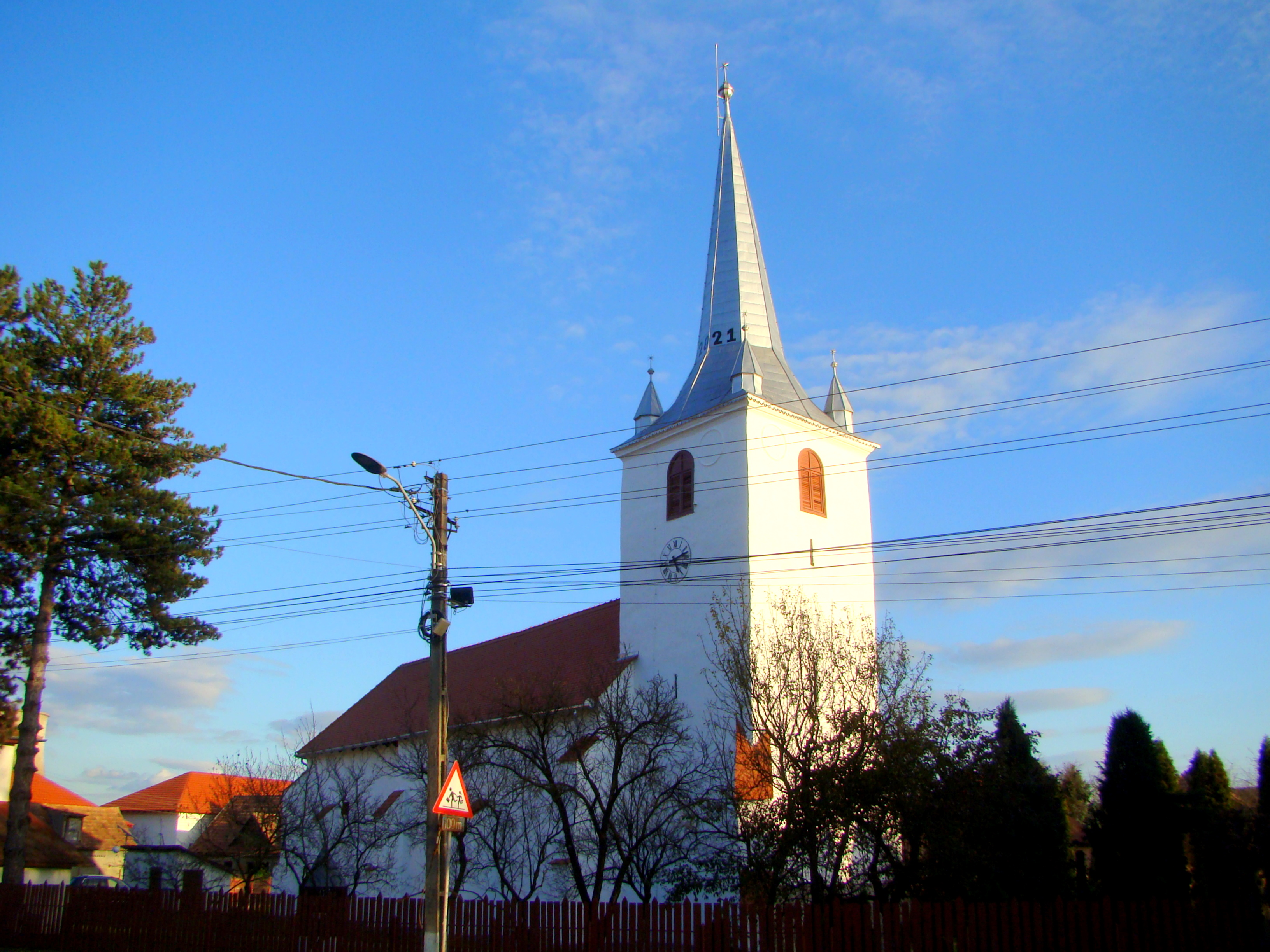
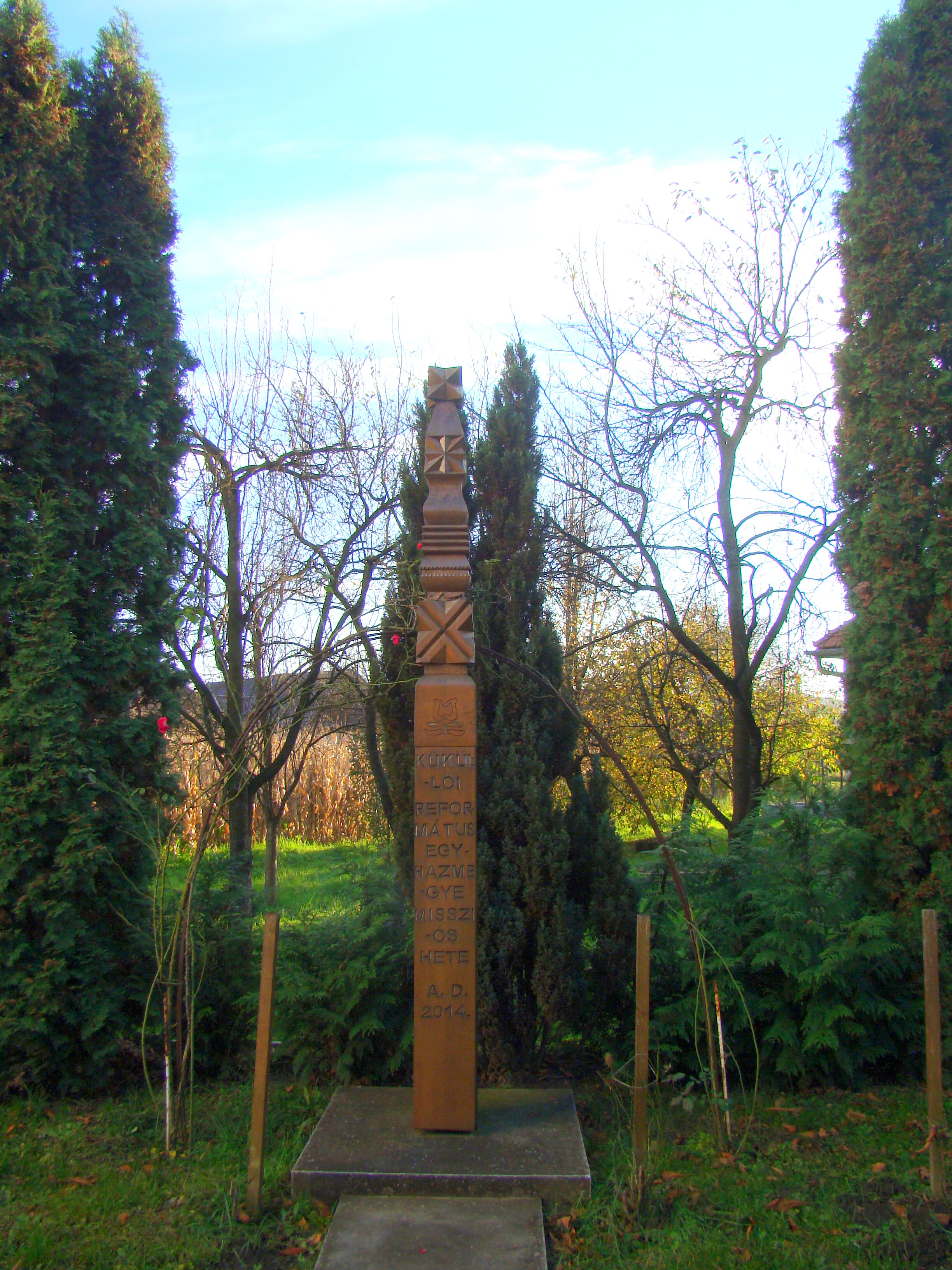
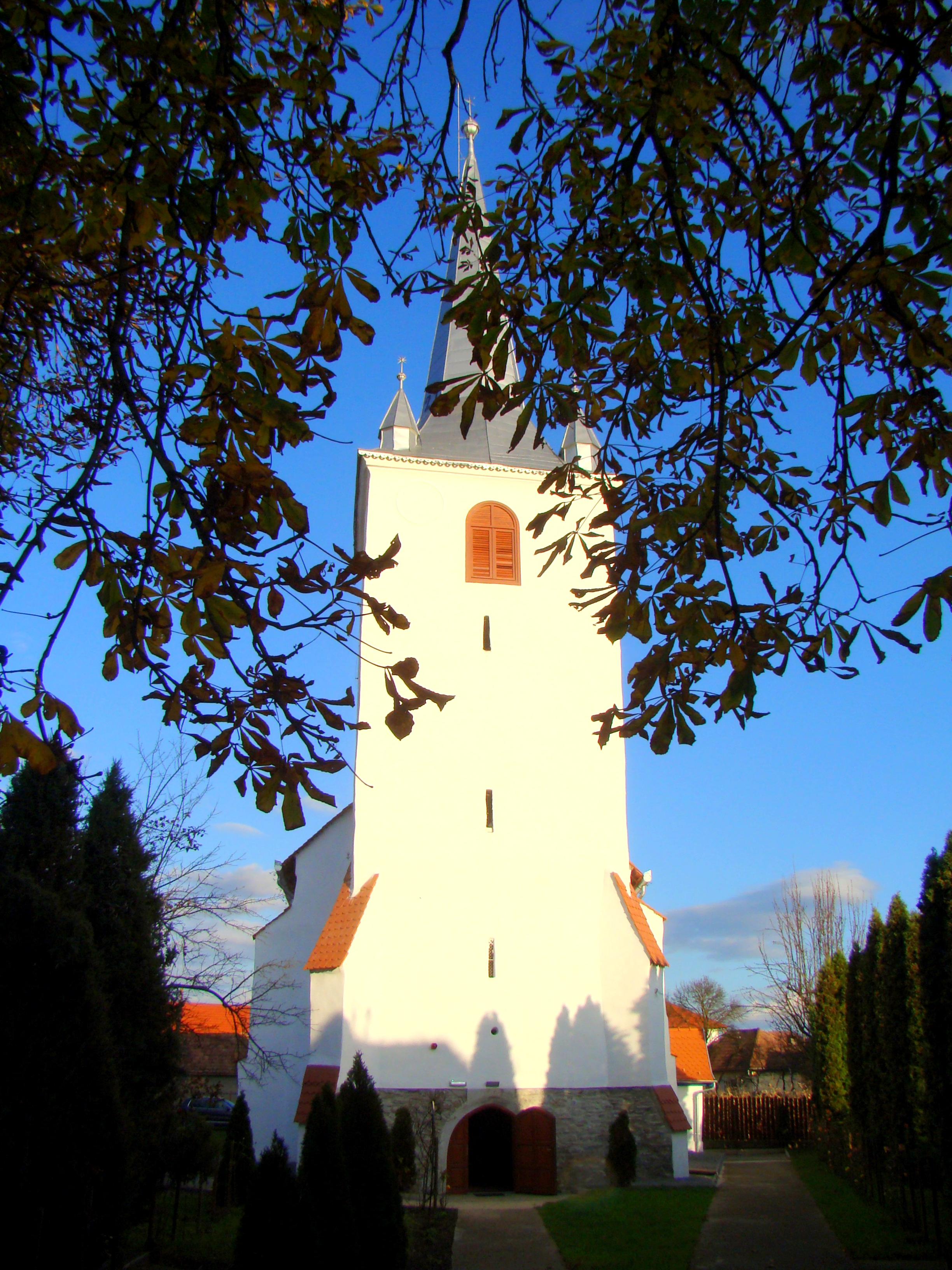
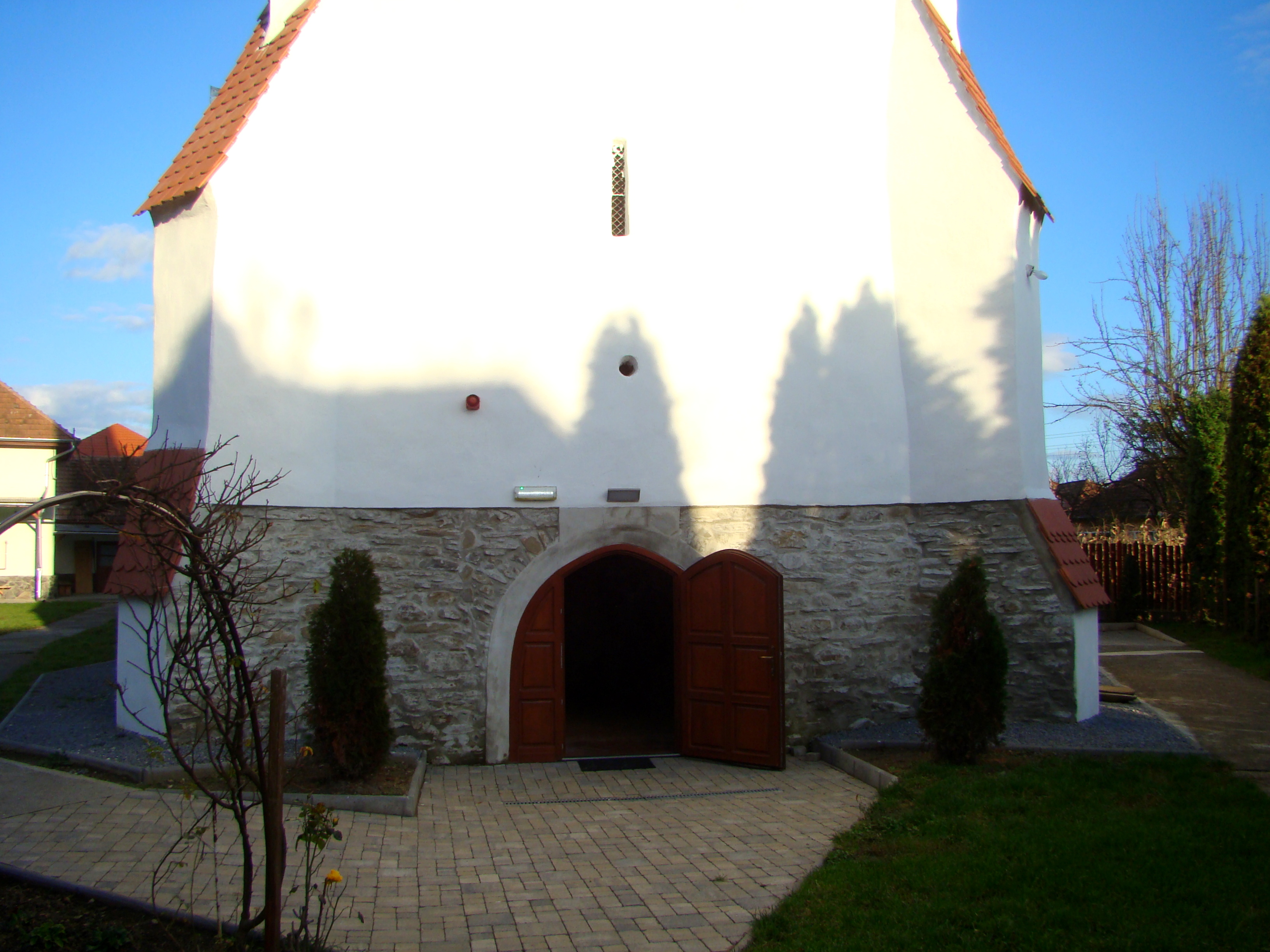
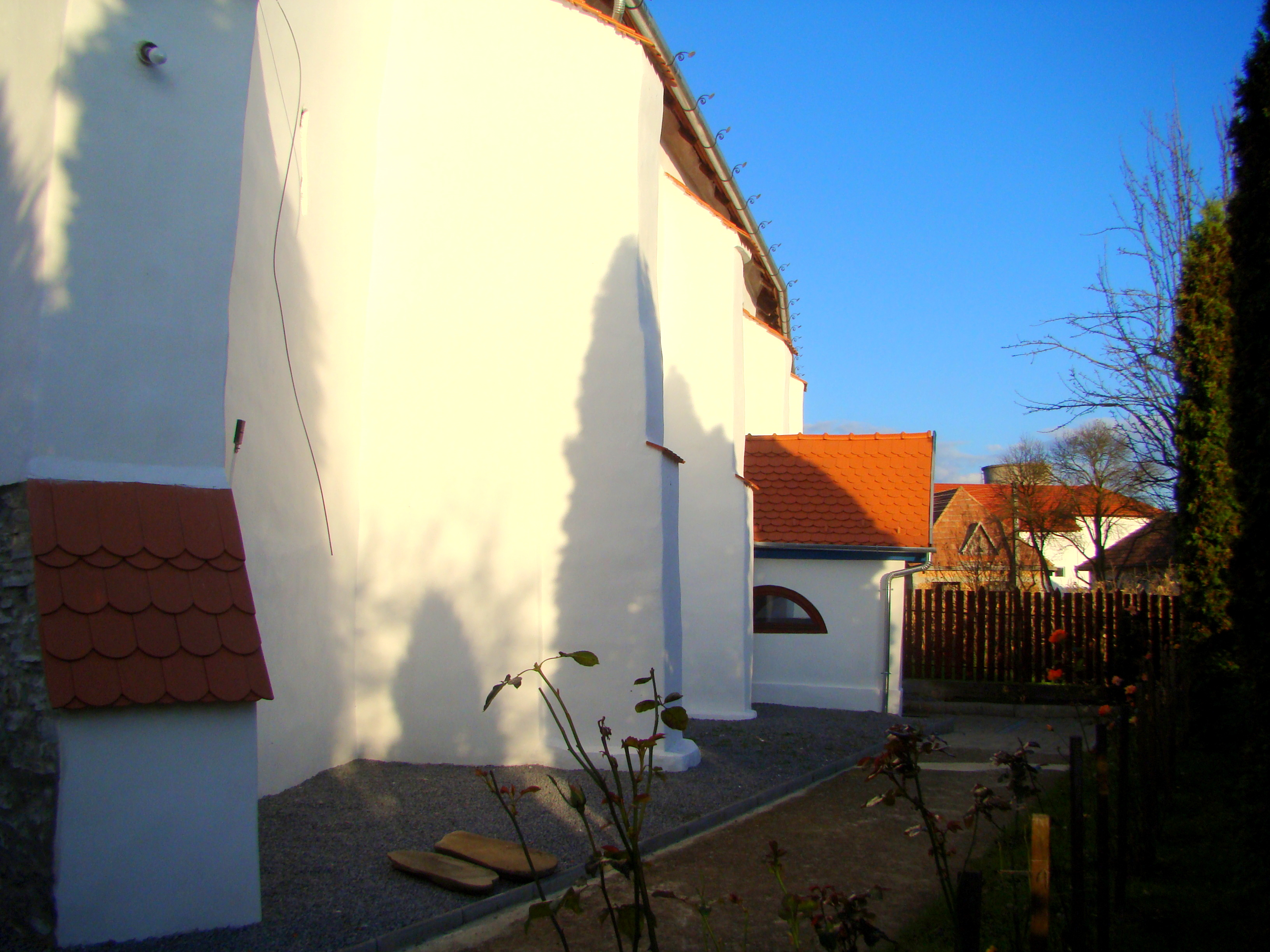

## Imagini din interior

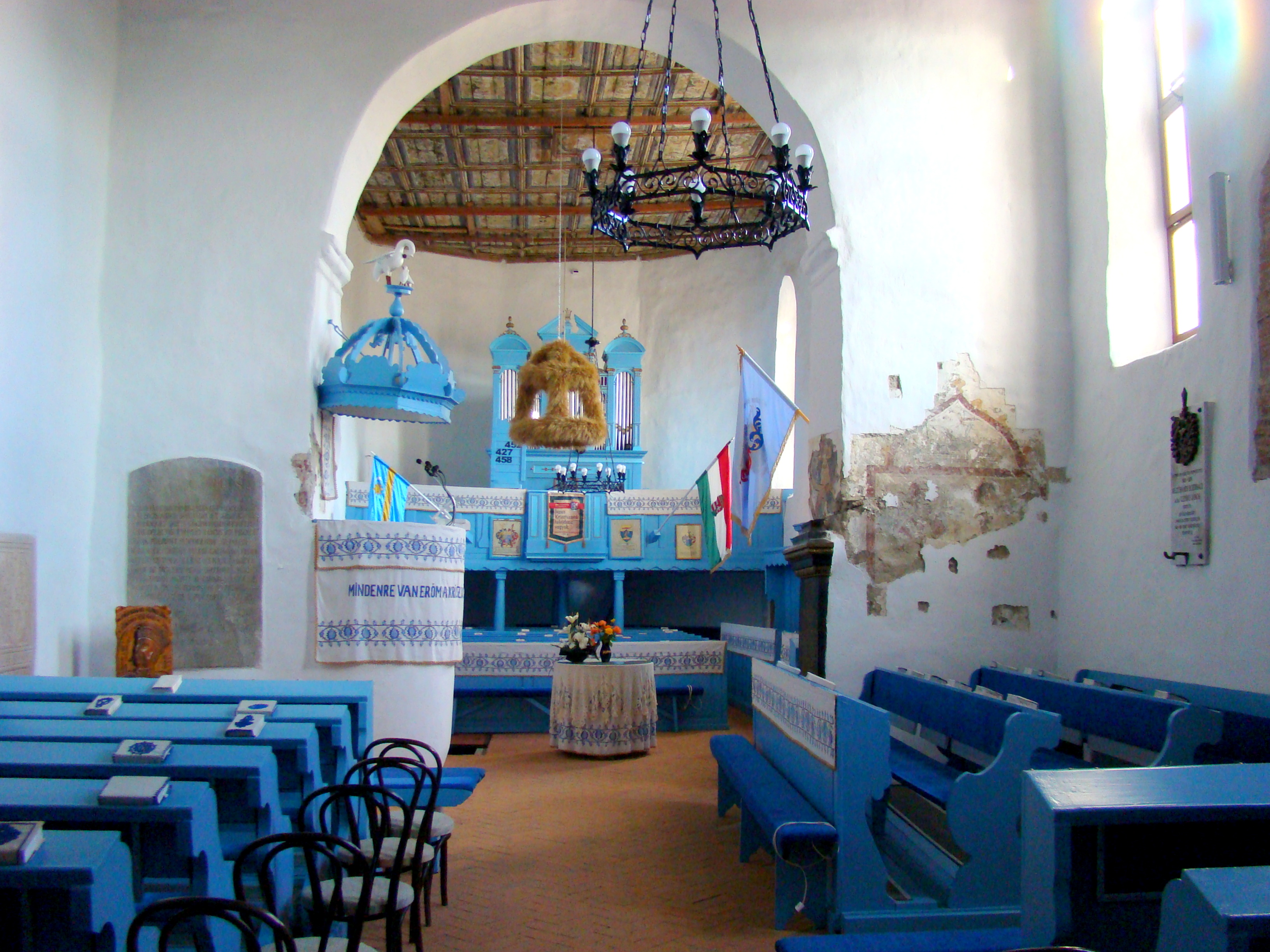
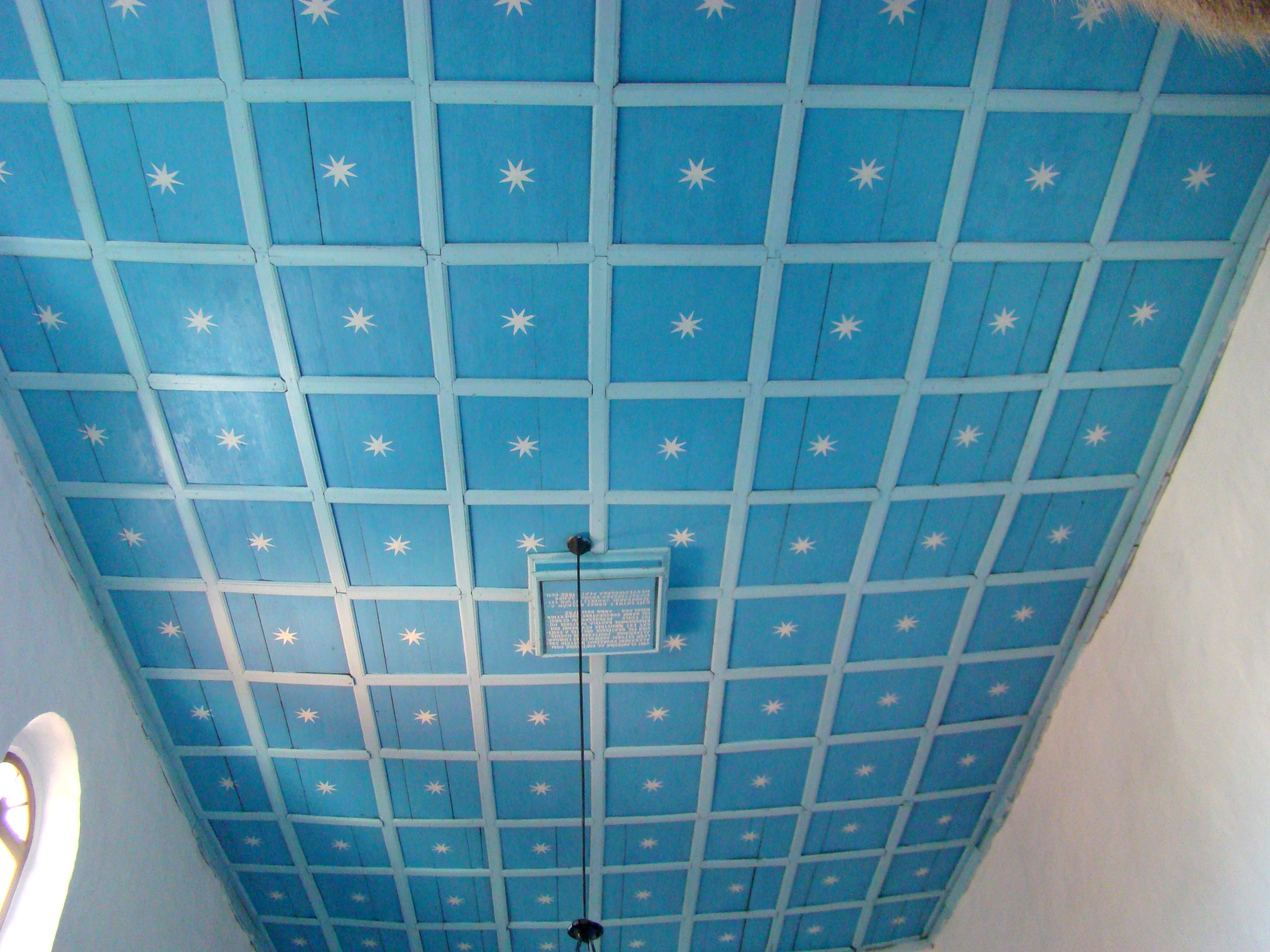
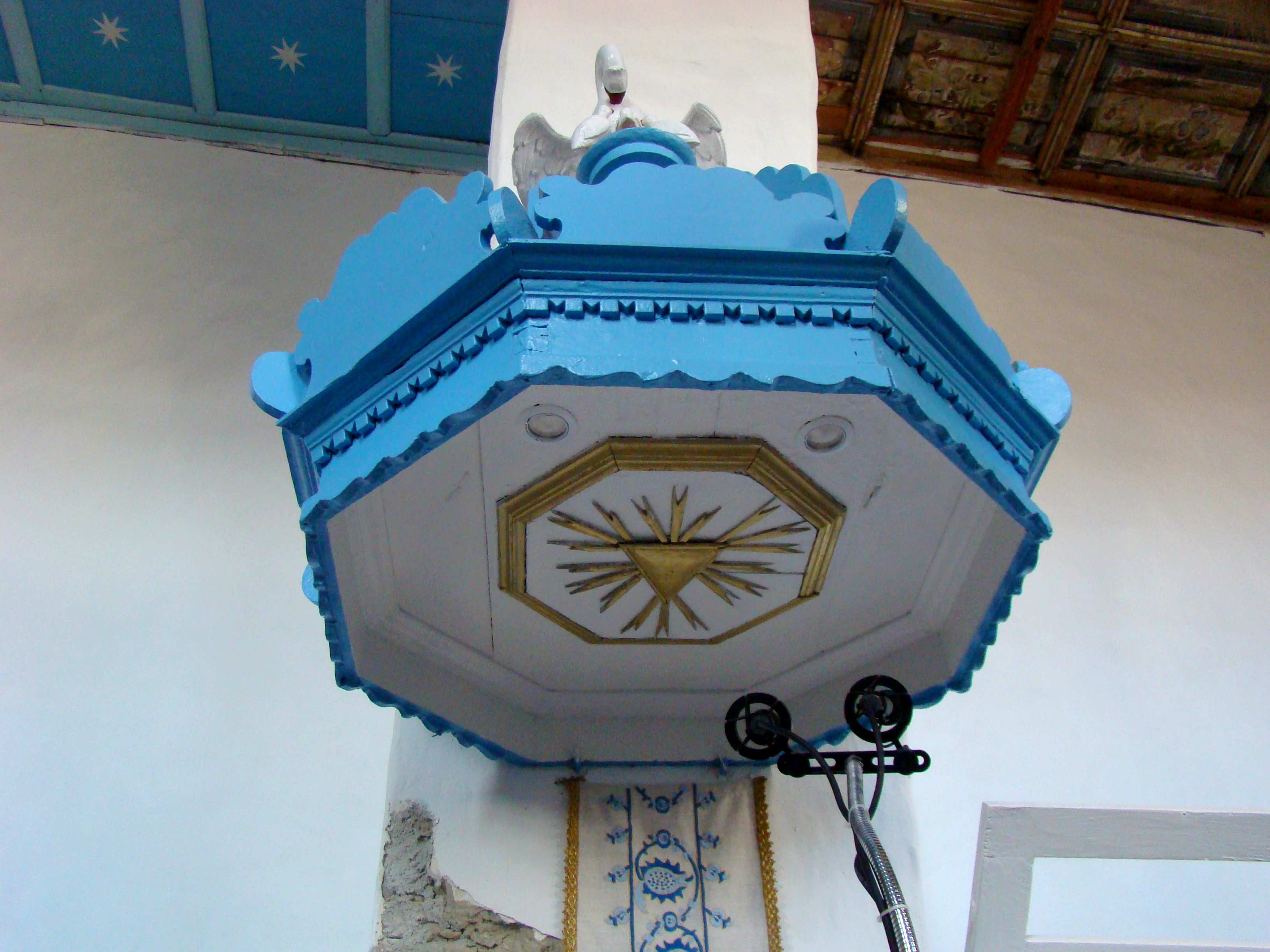
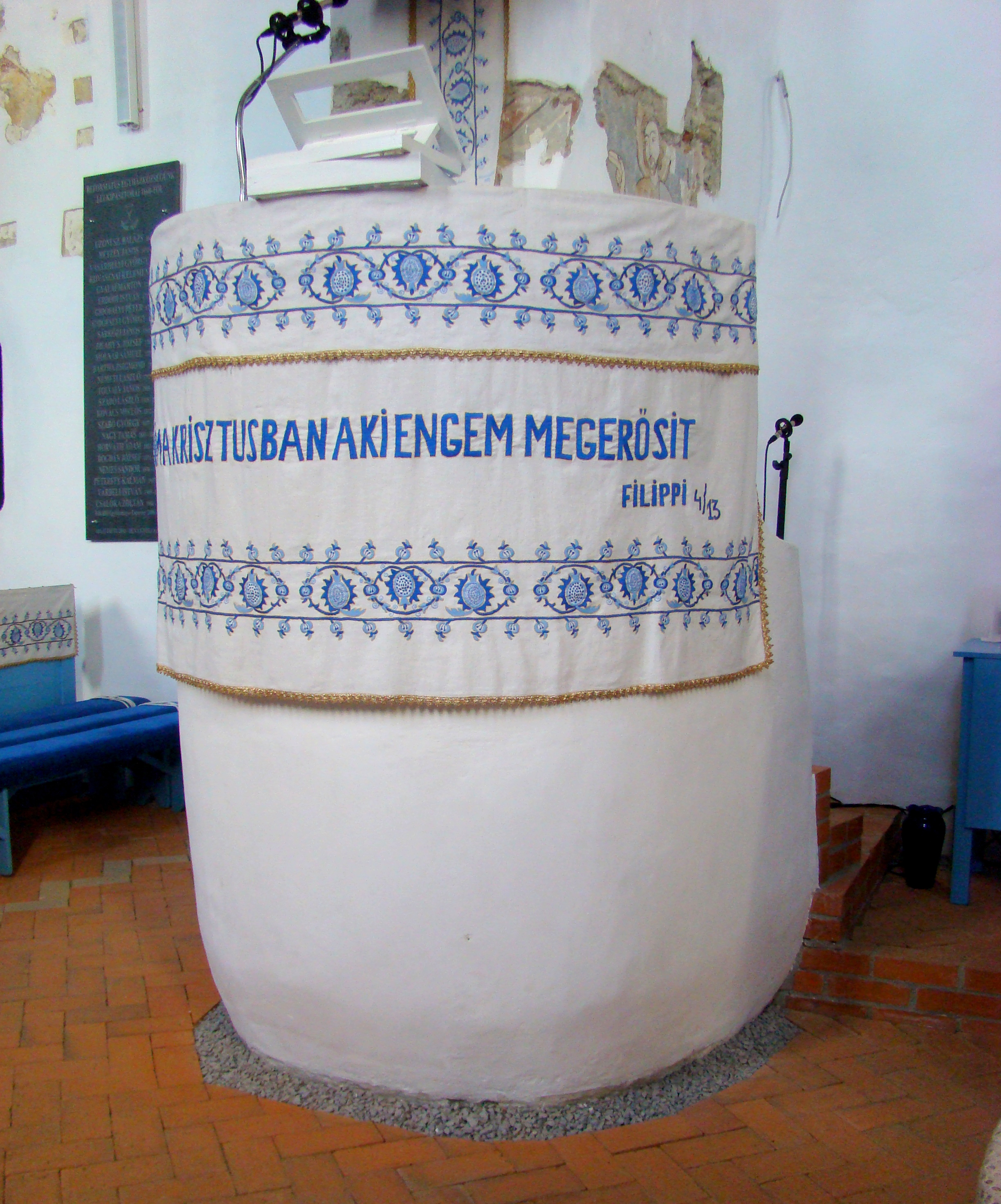
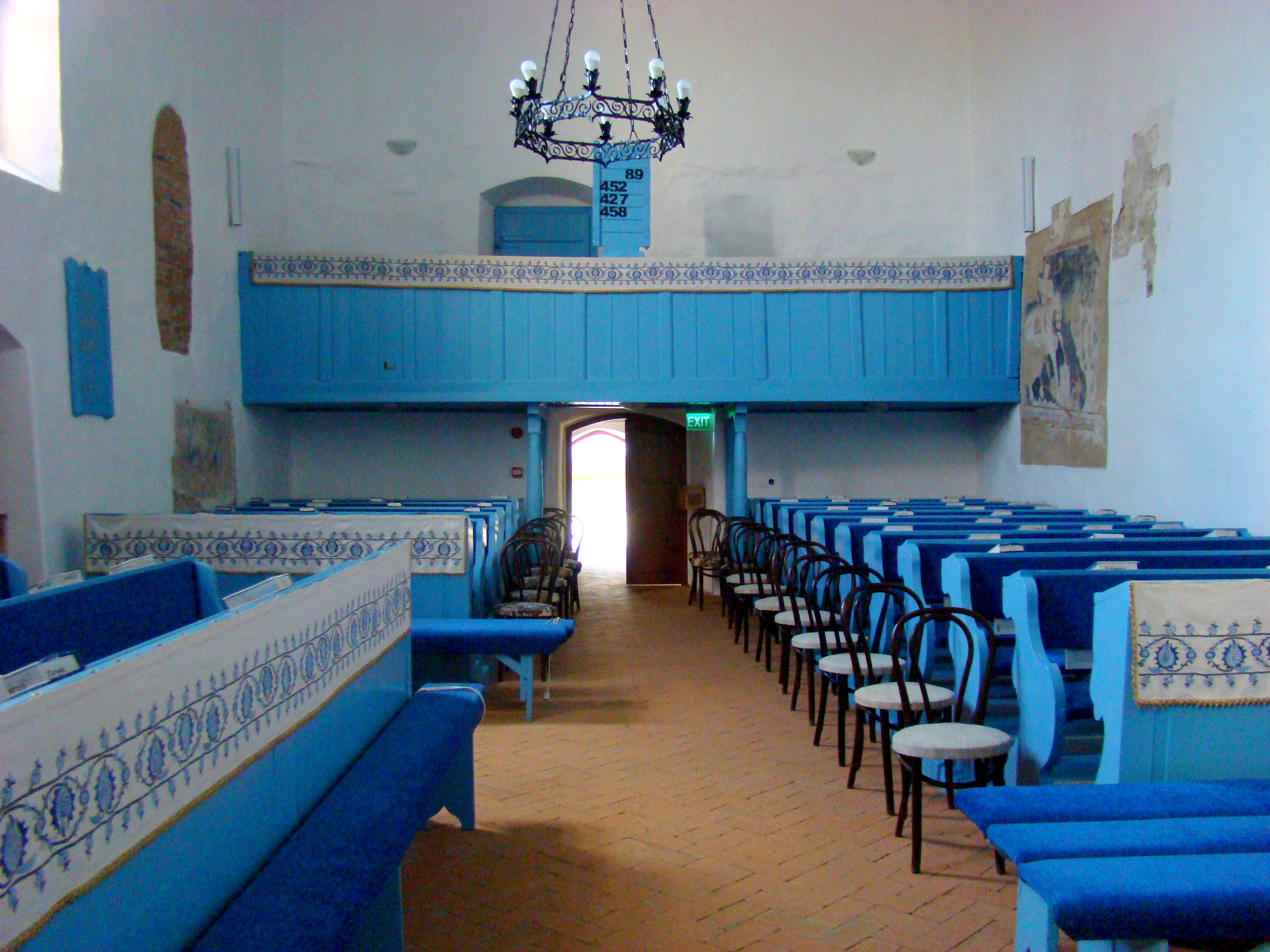
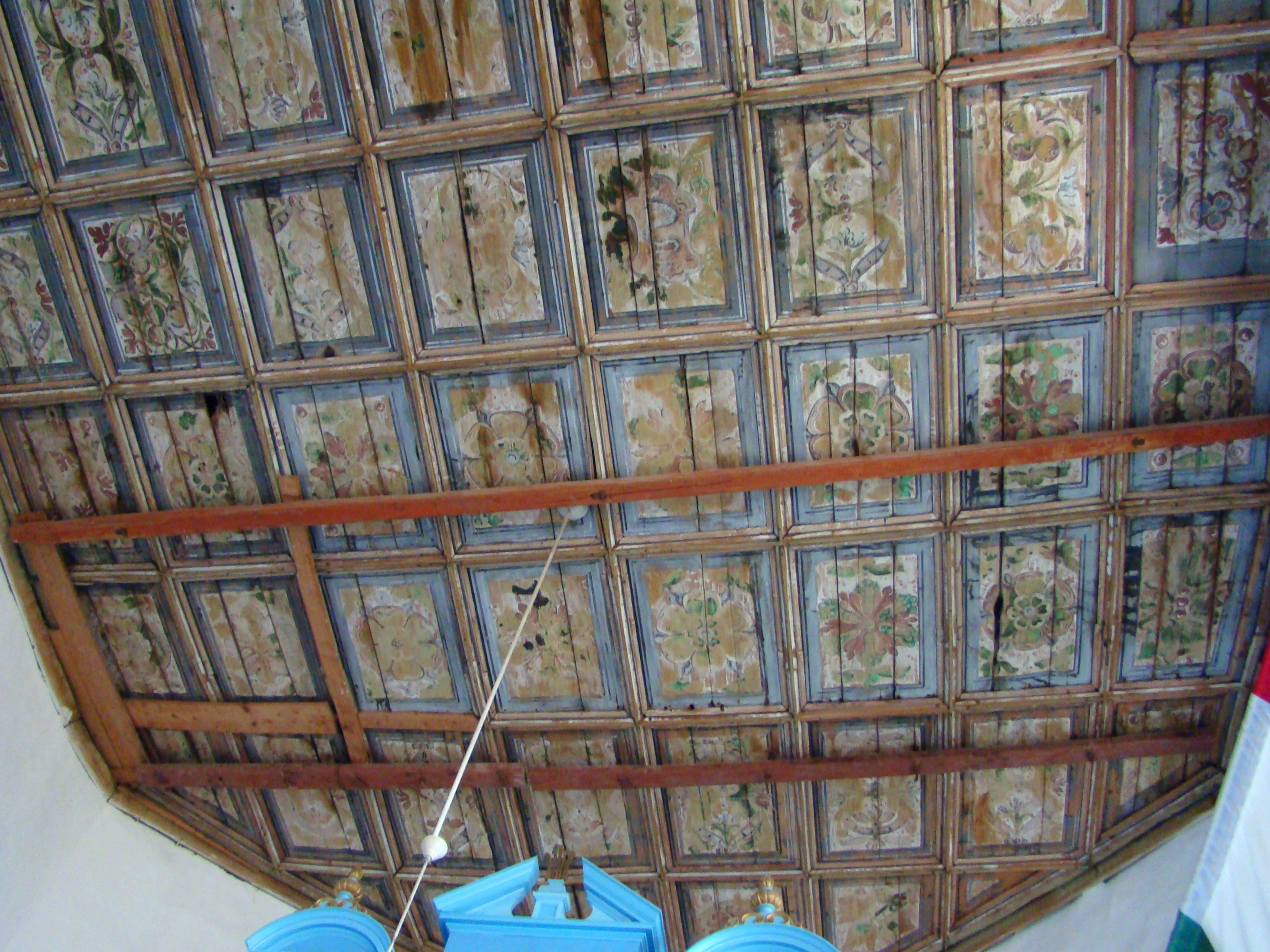
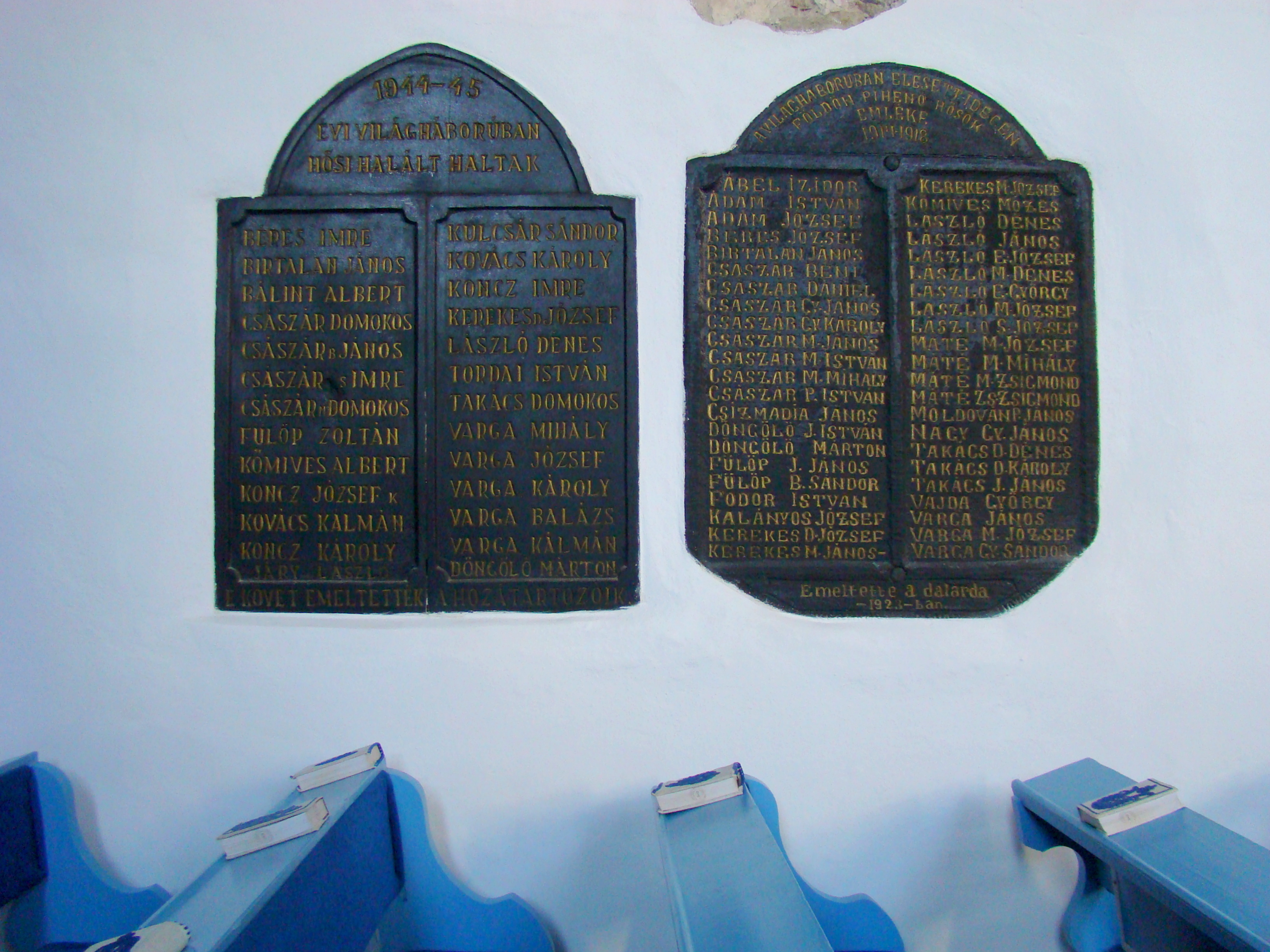
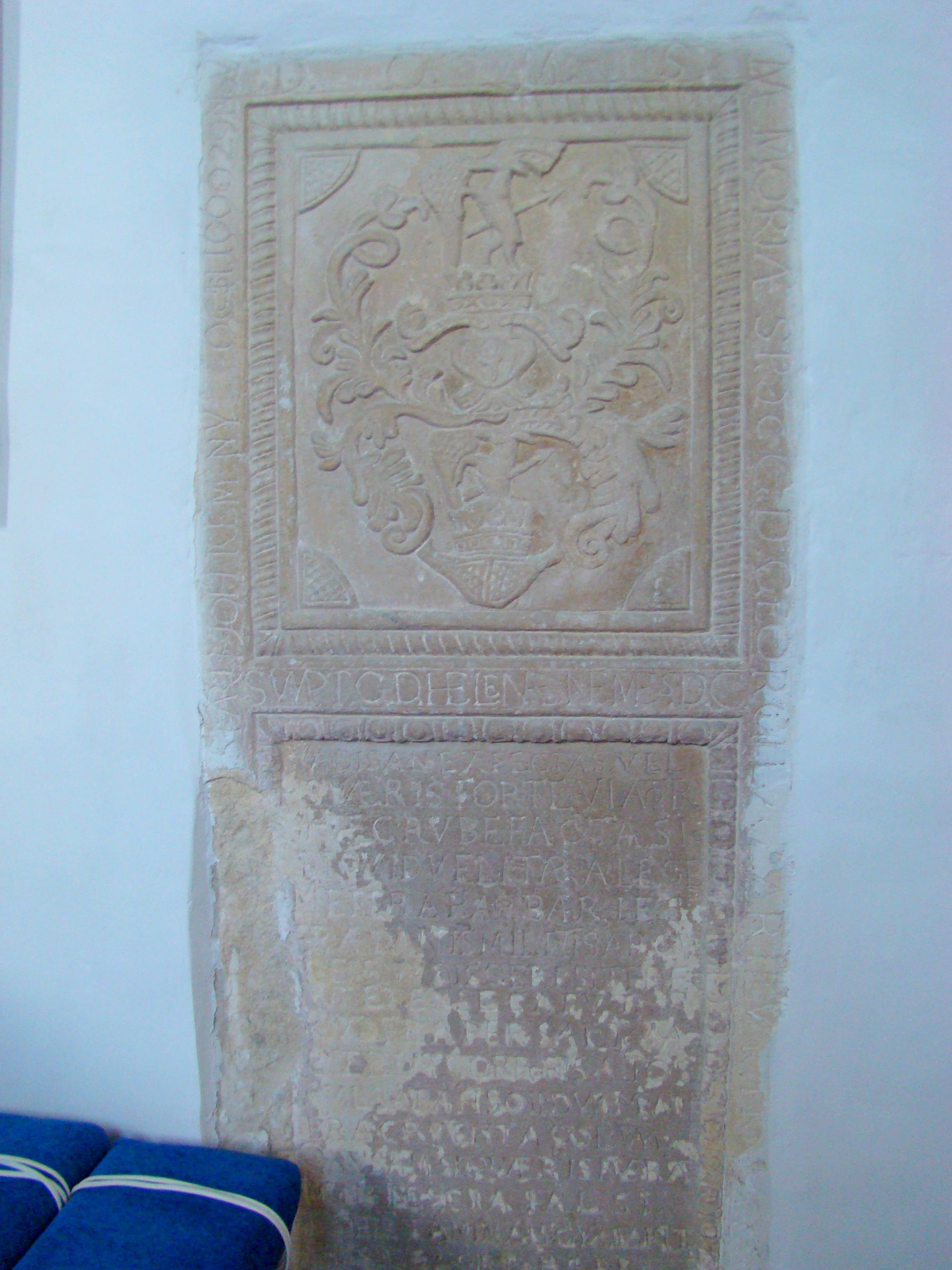
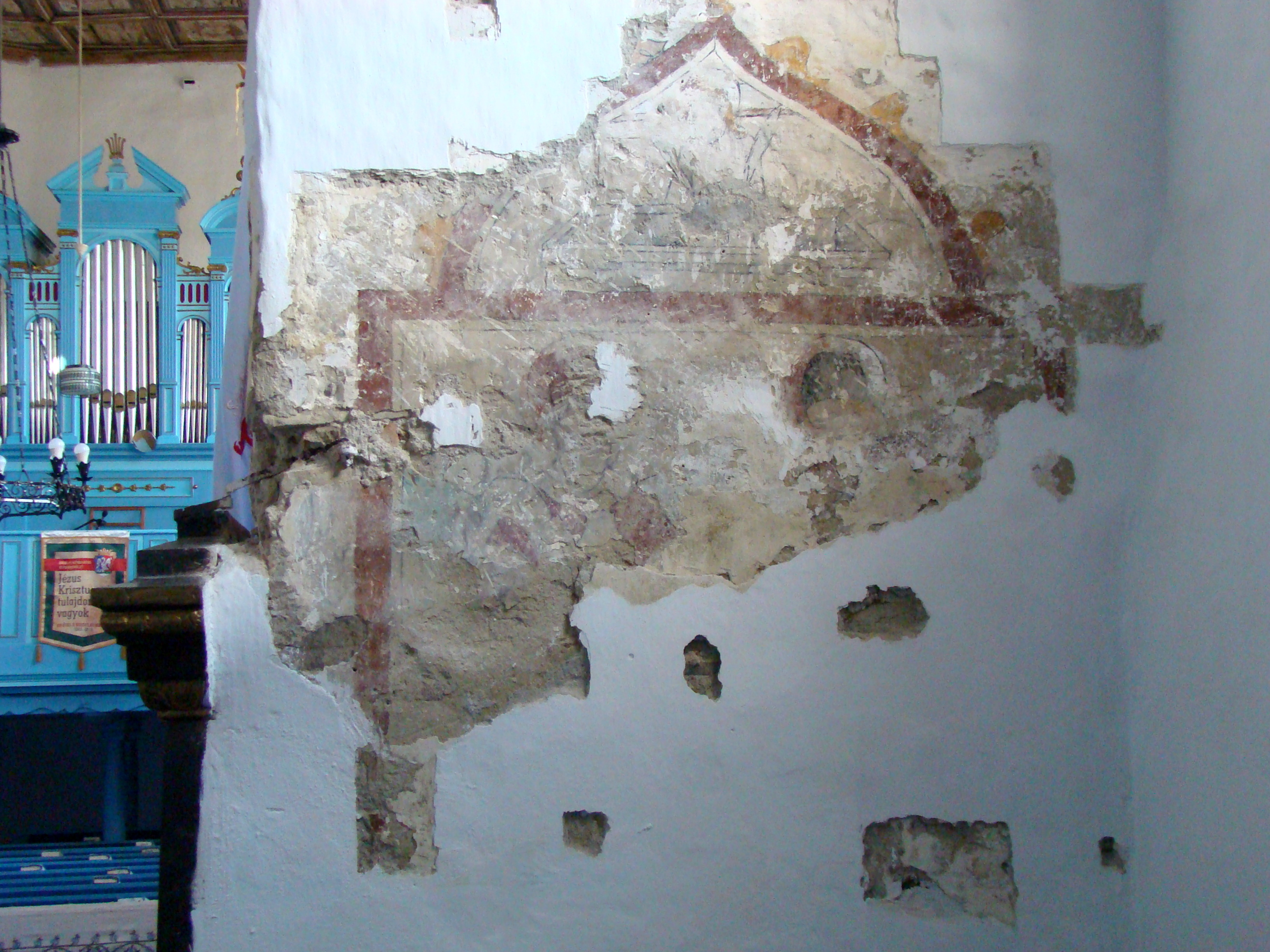
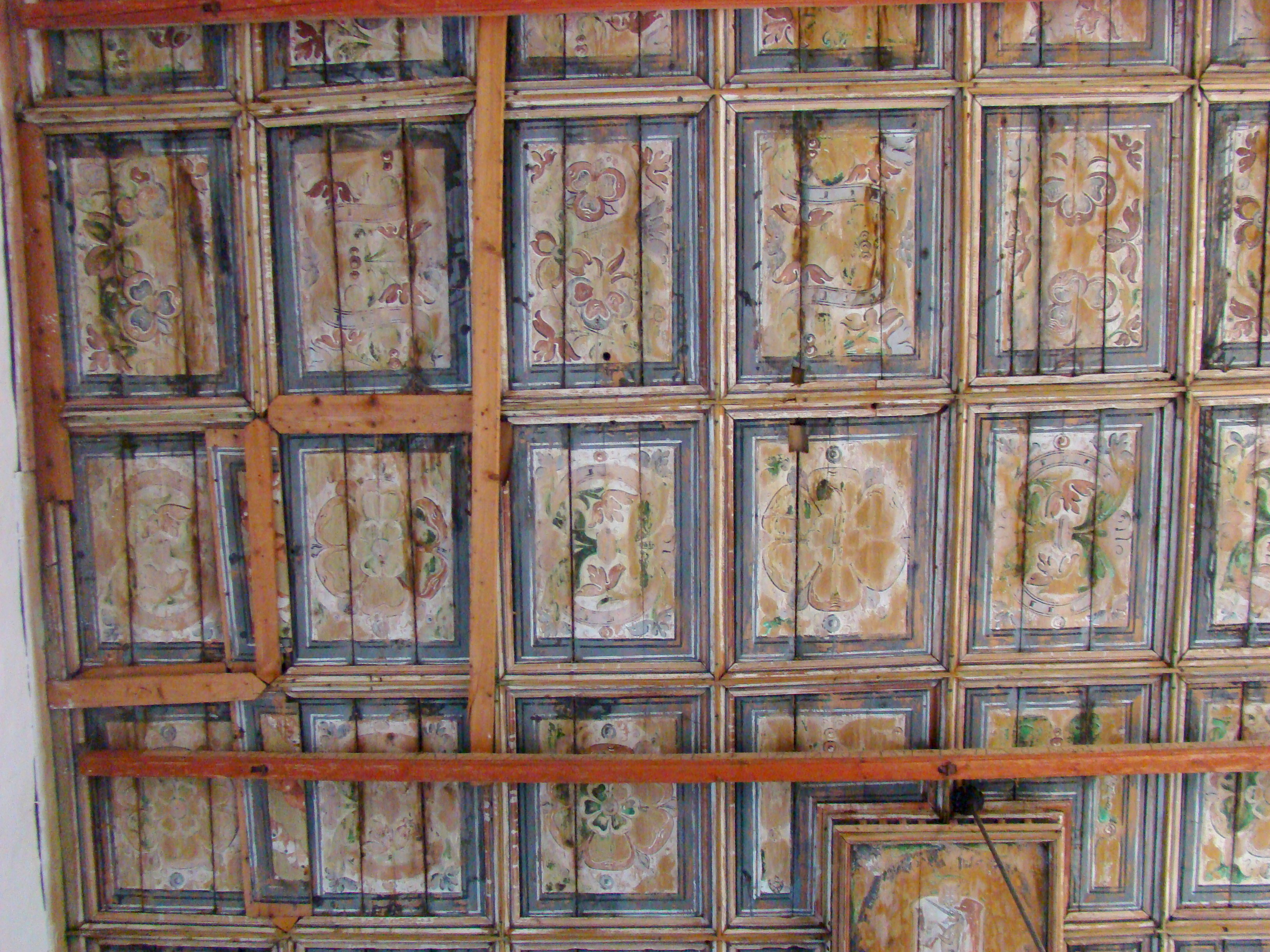
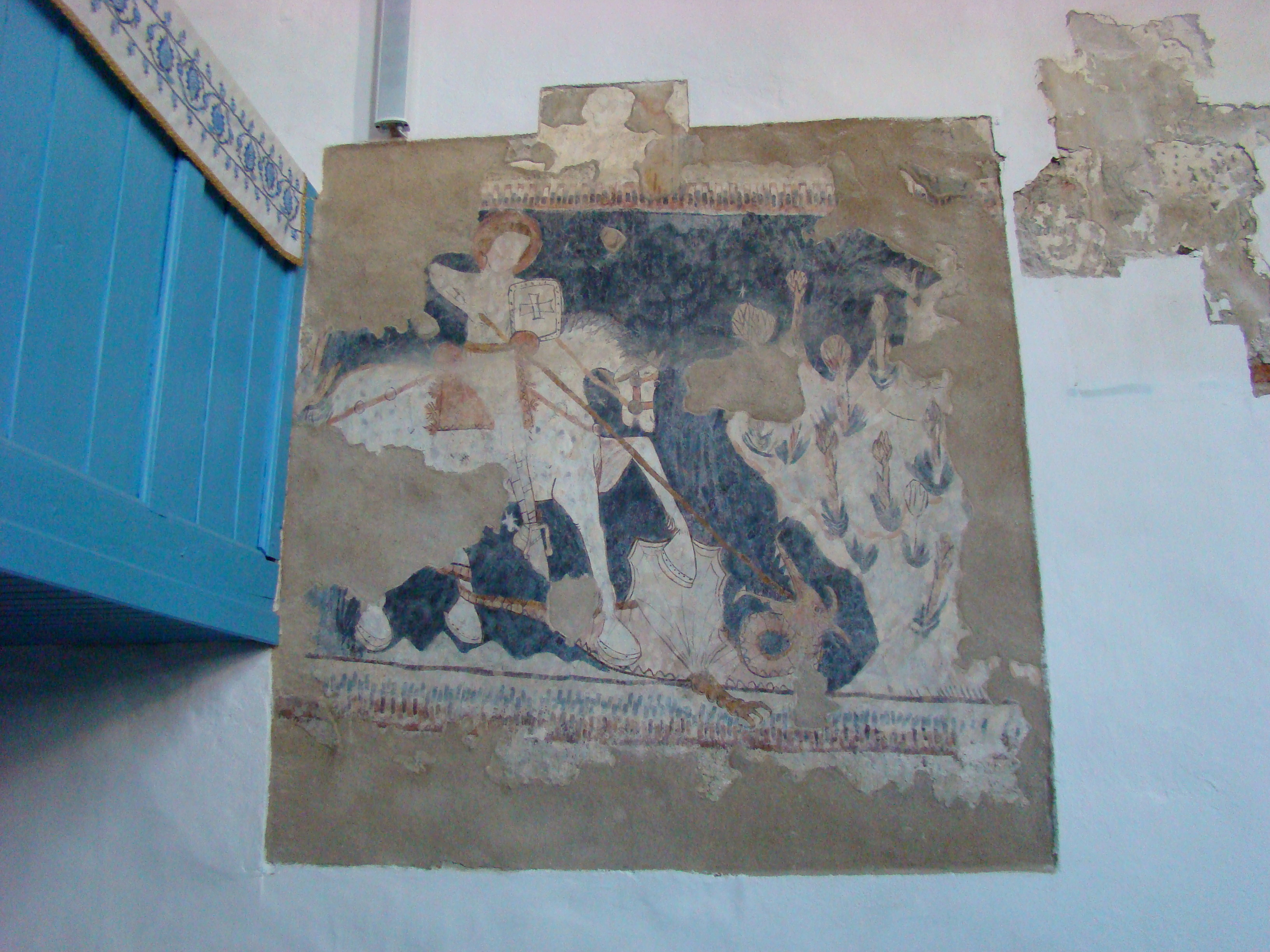
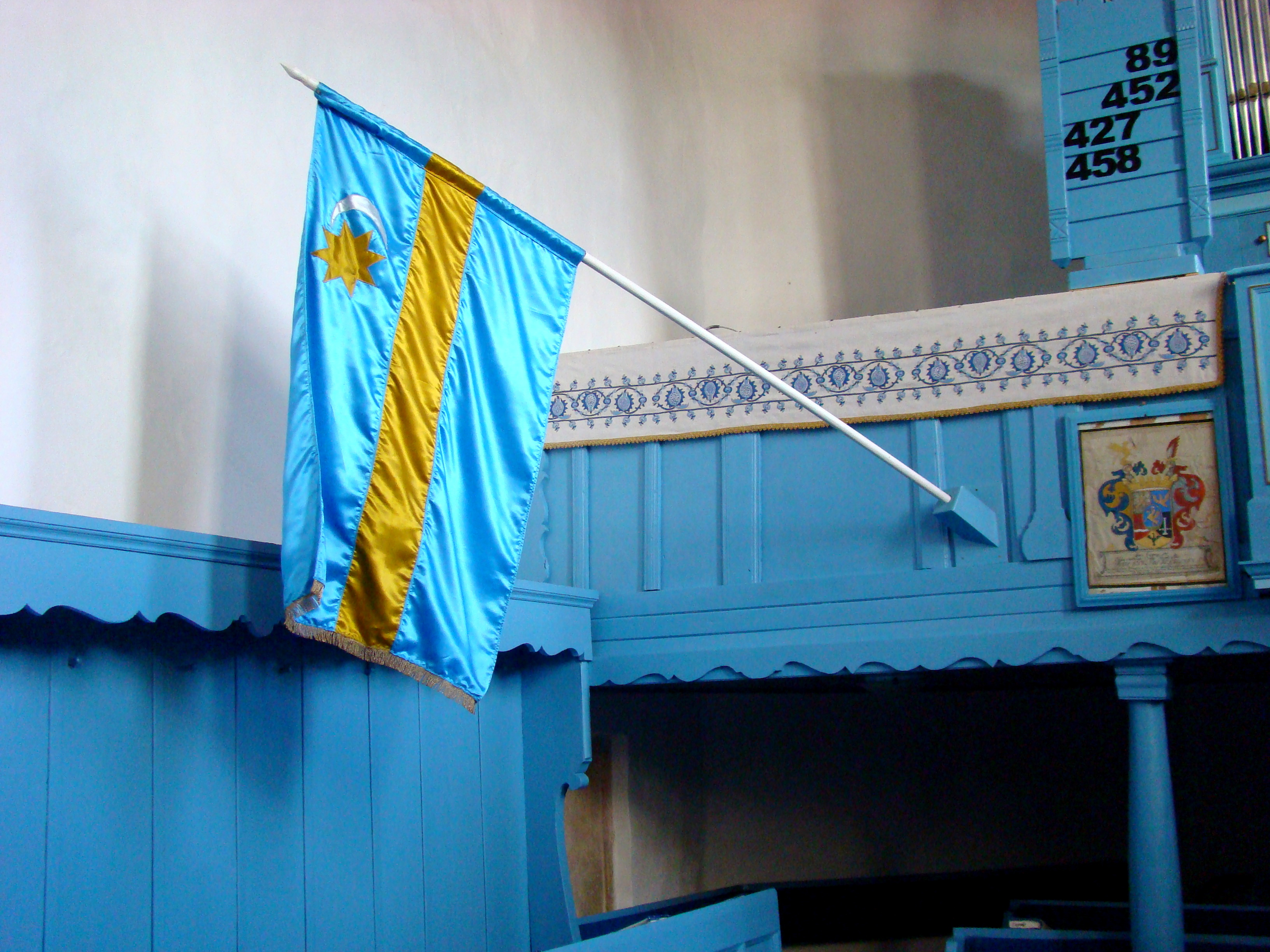
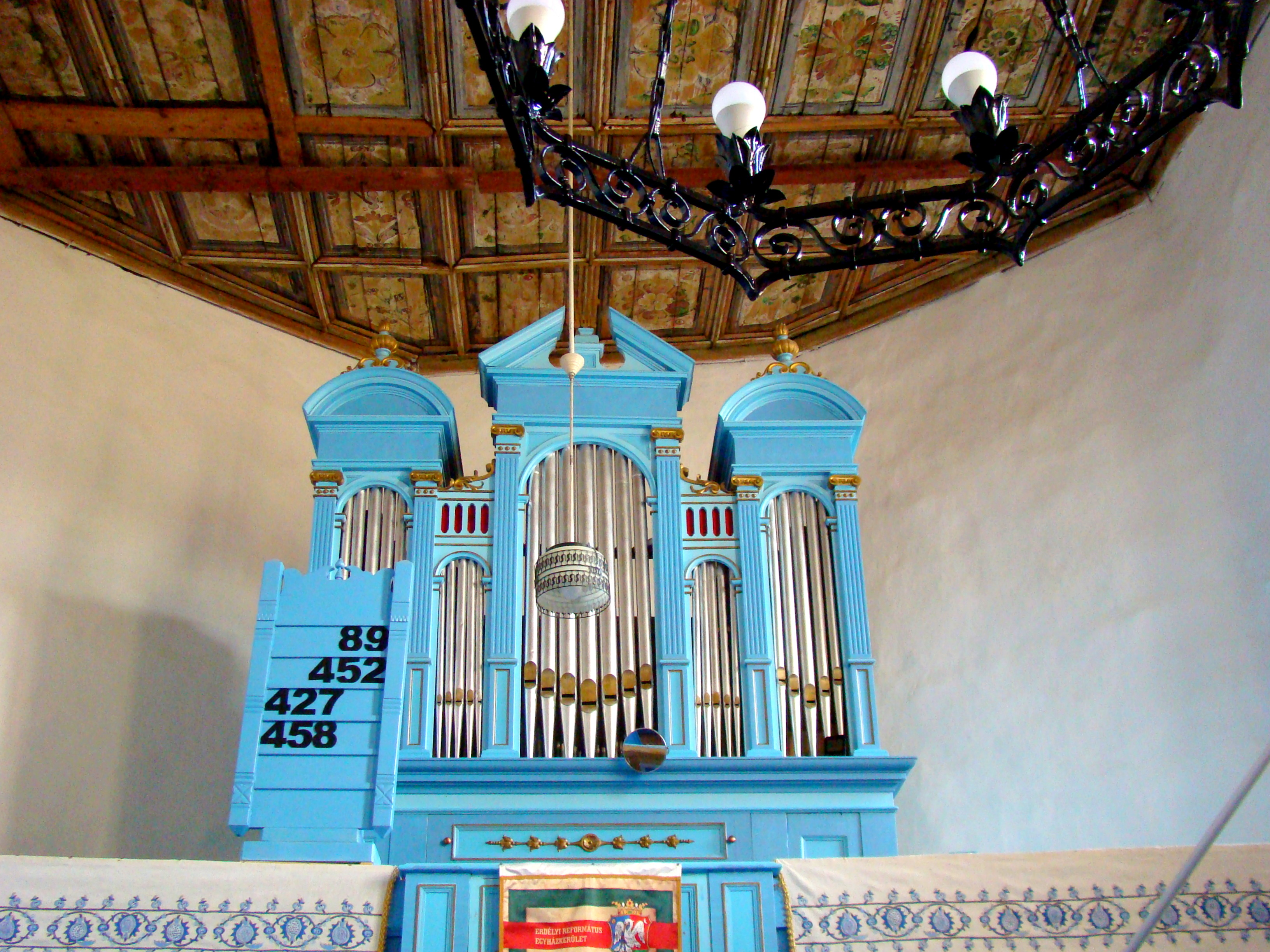
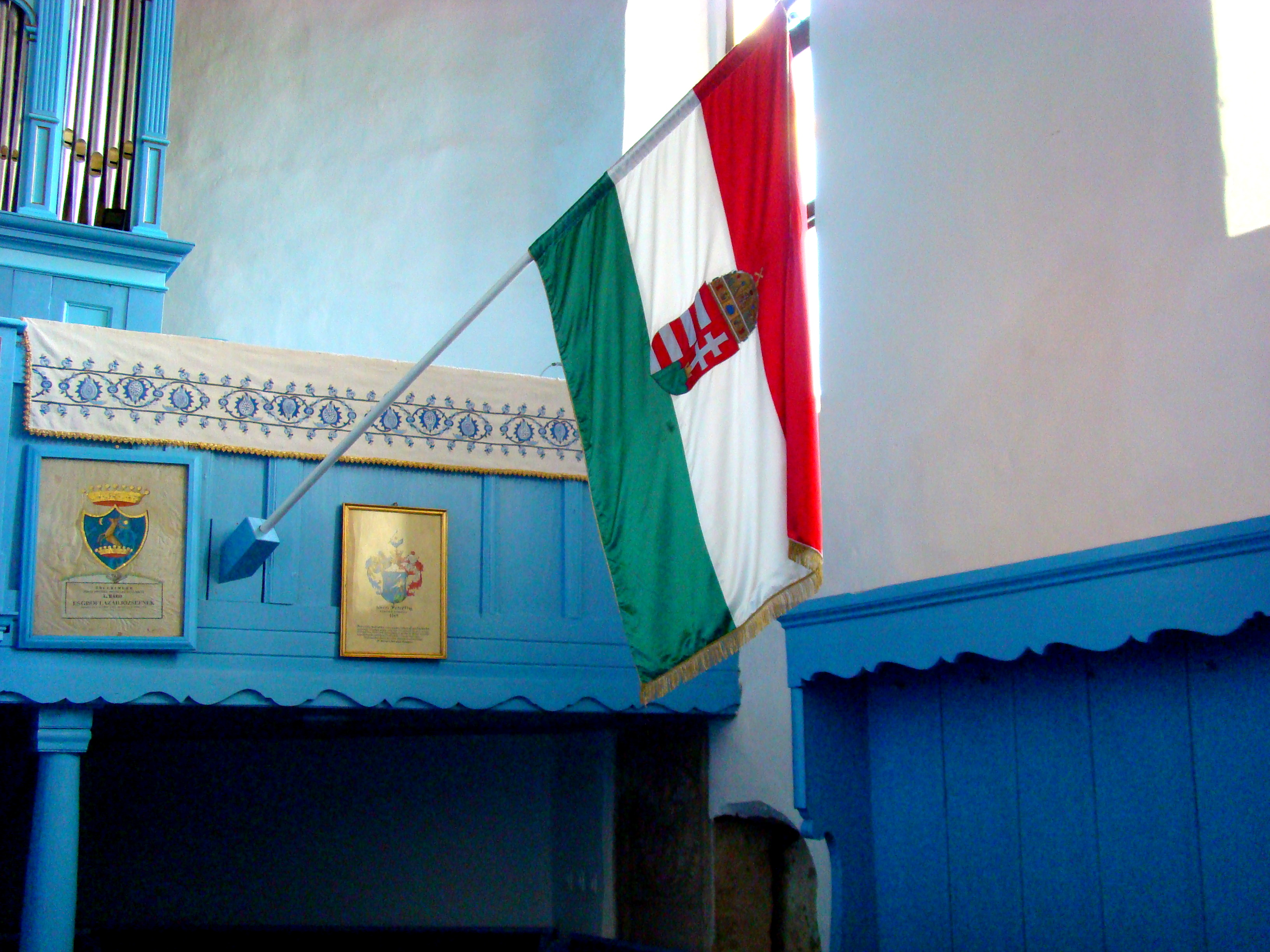
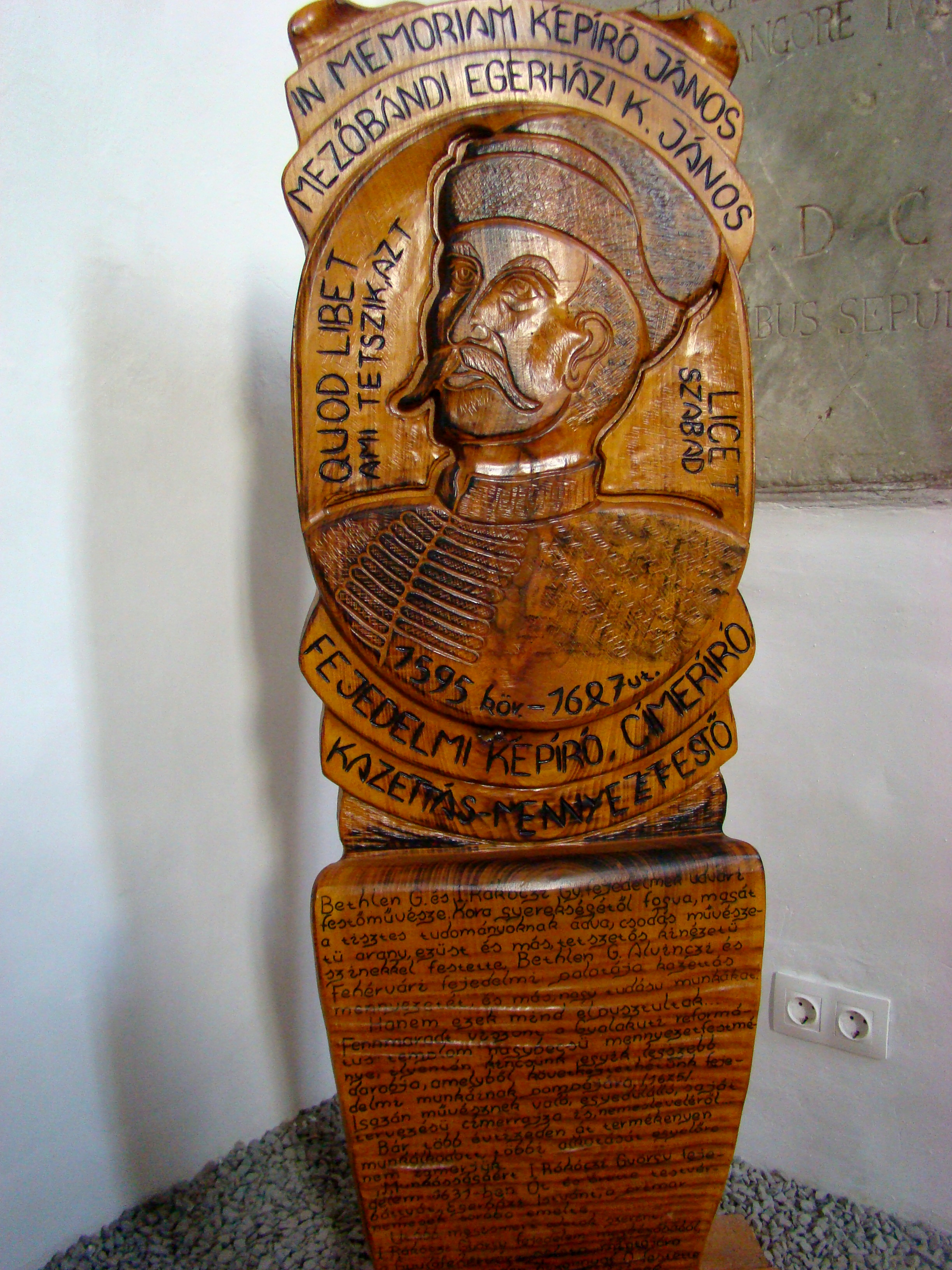
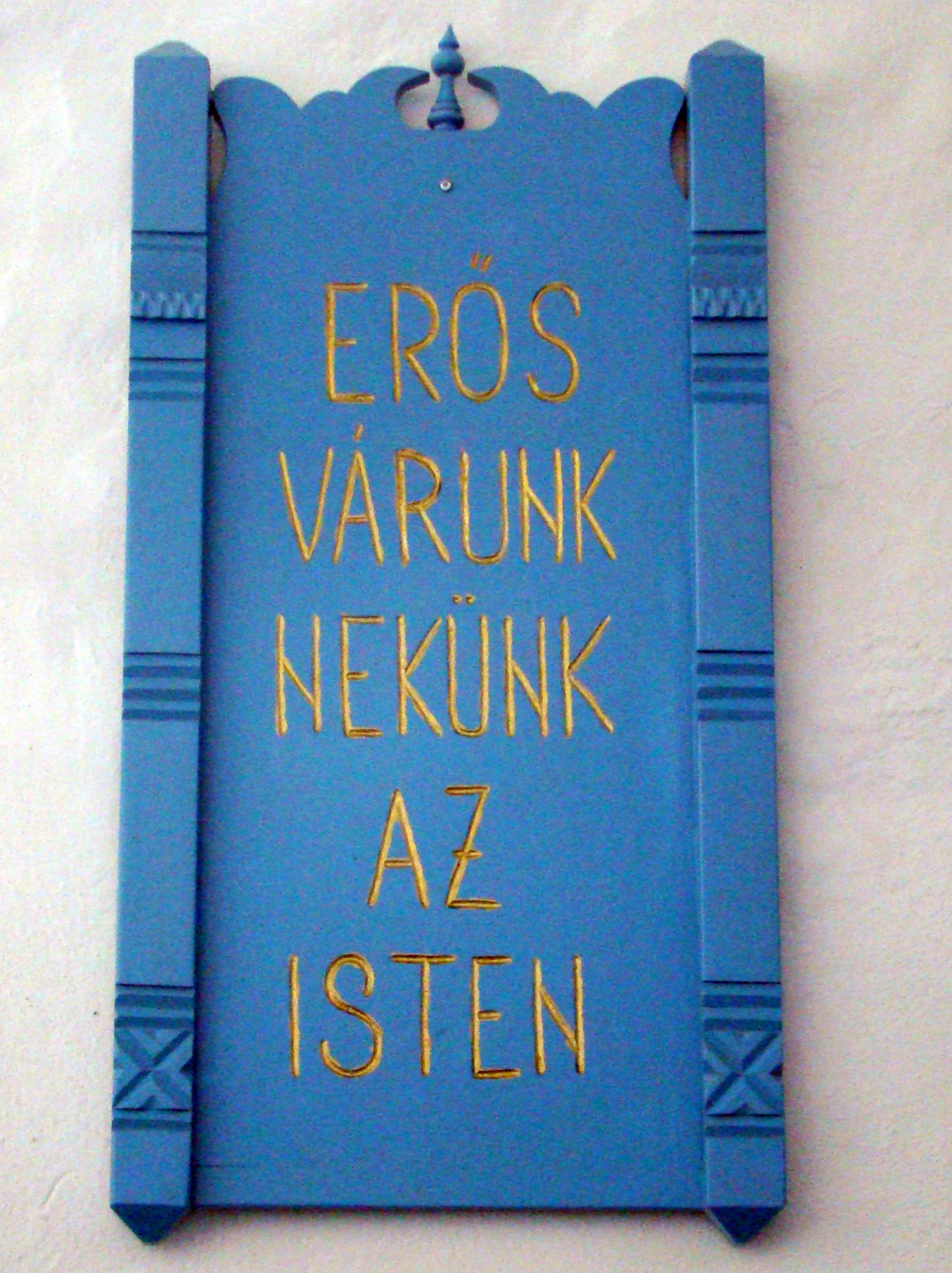
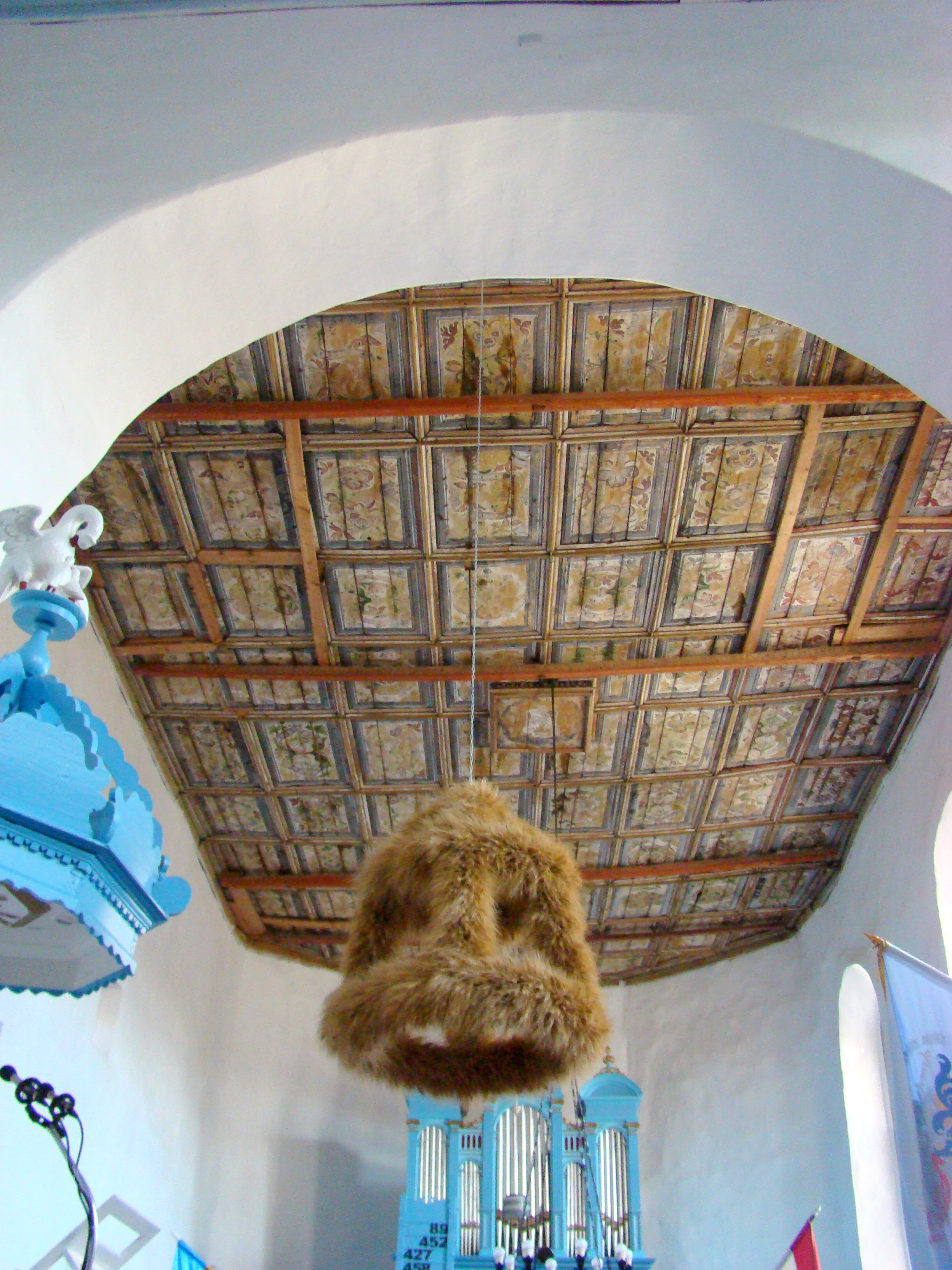
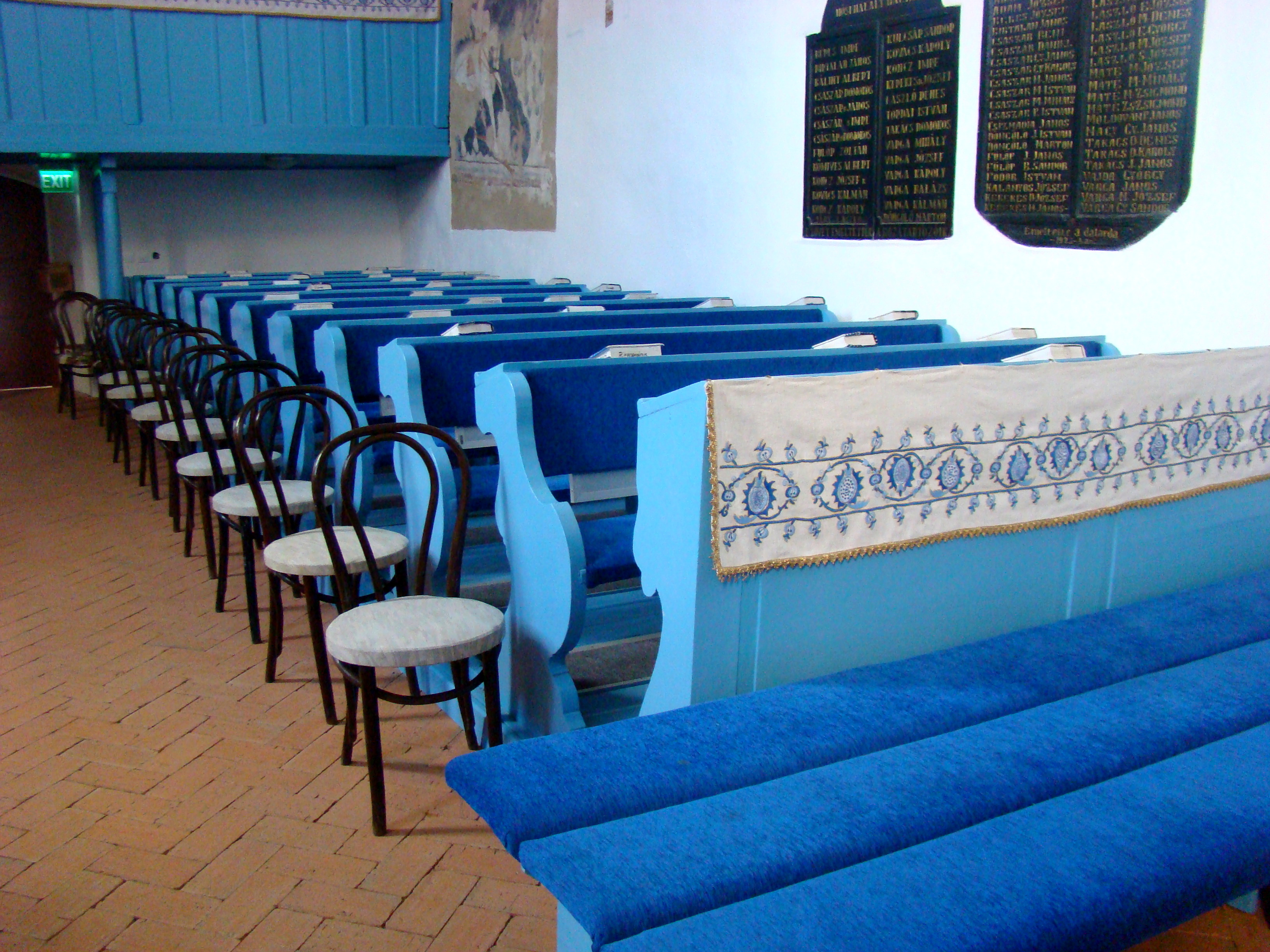
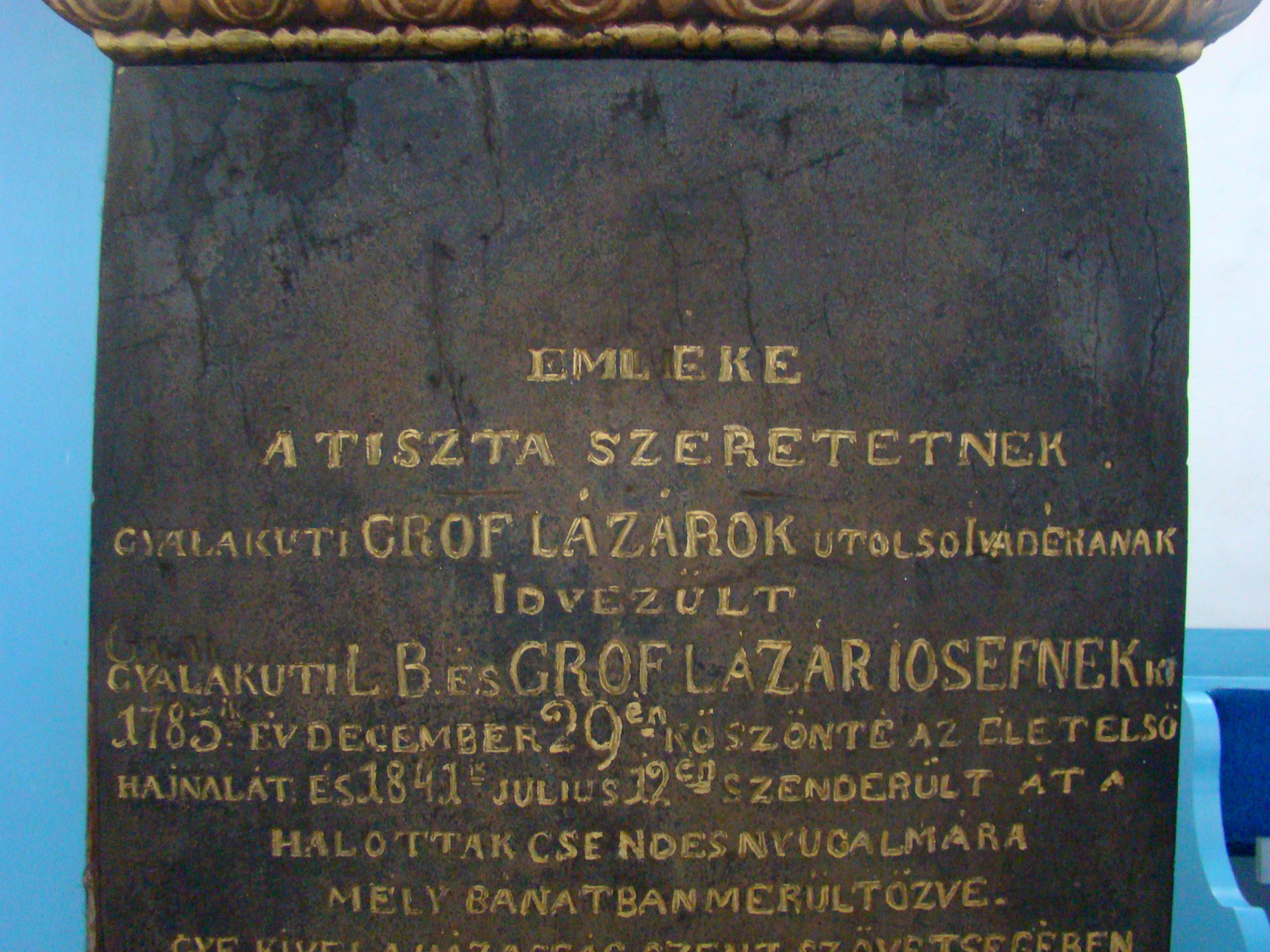
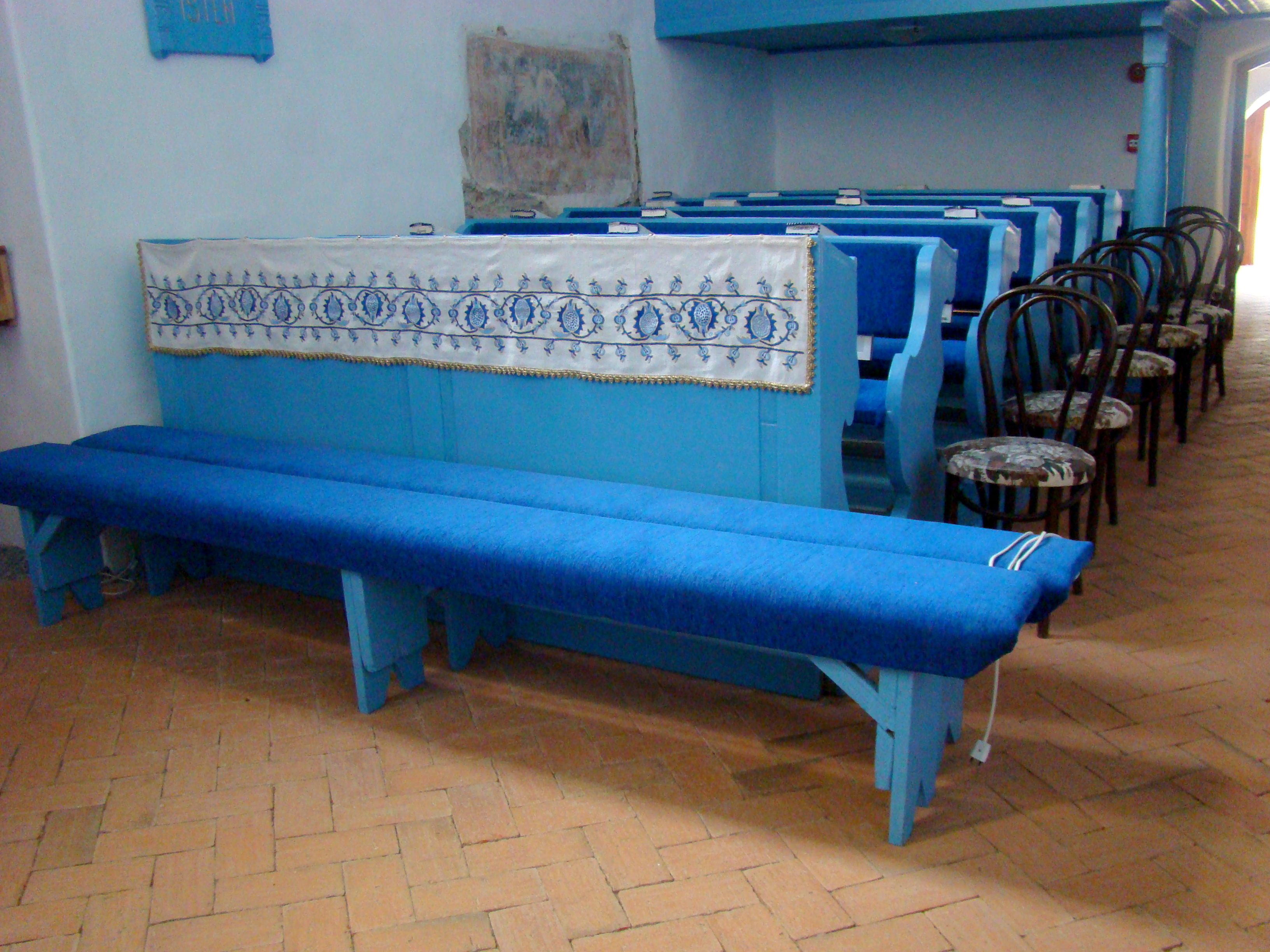
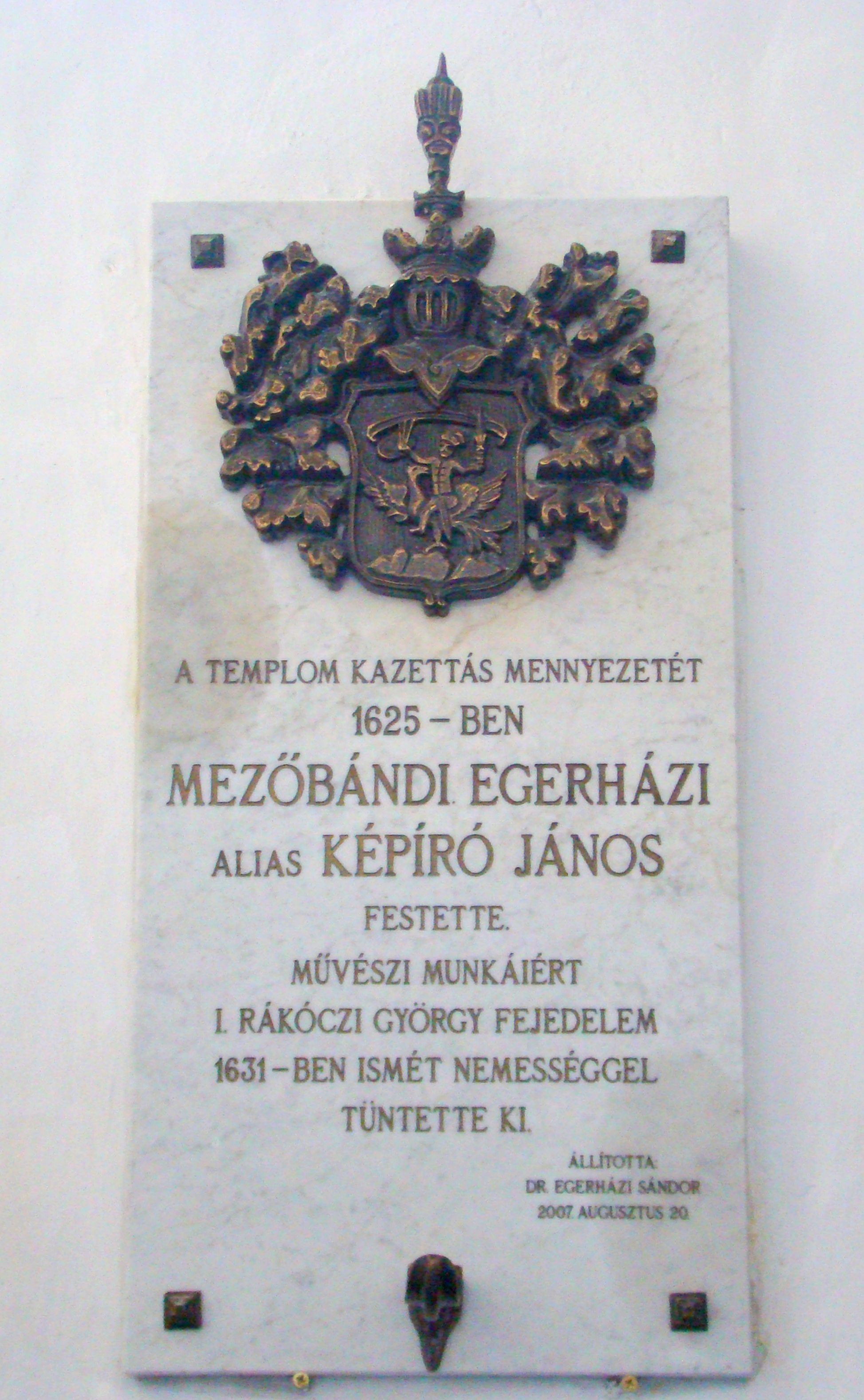
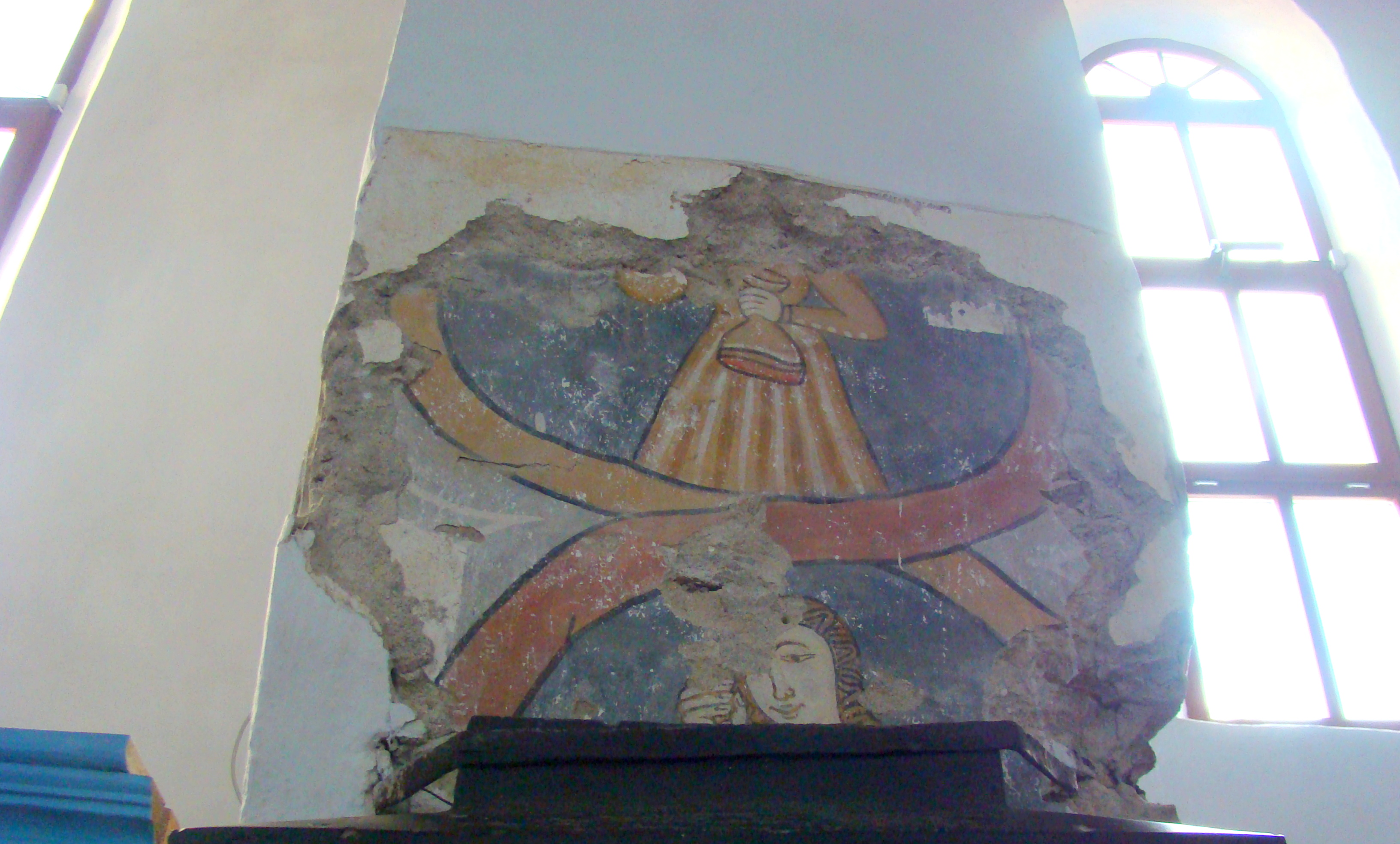
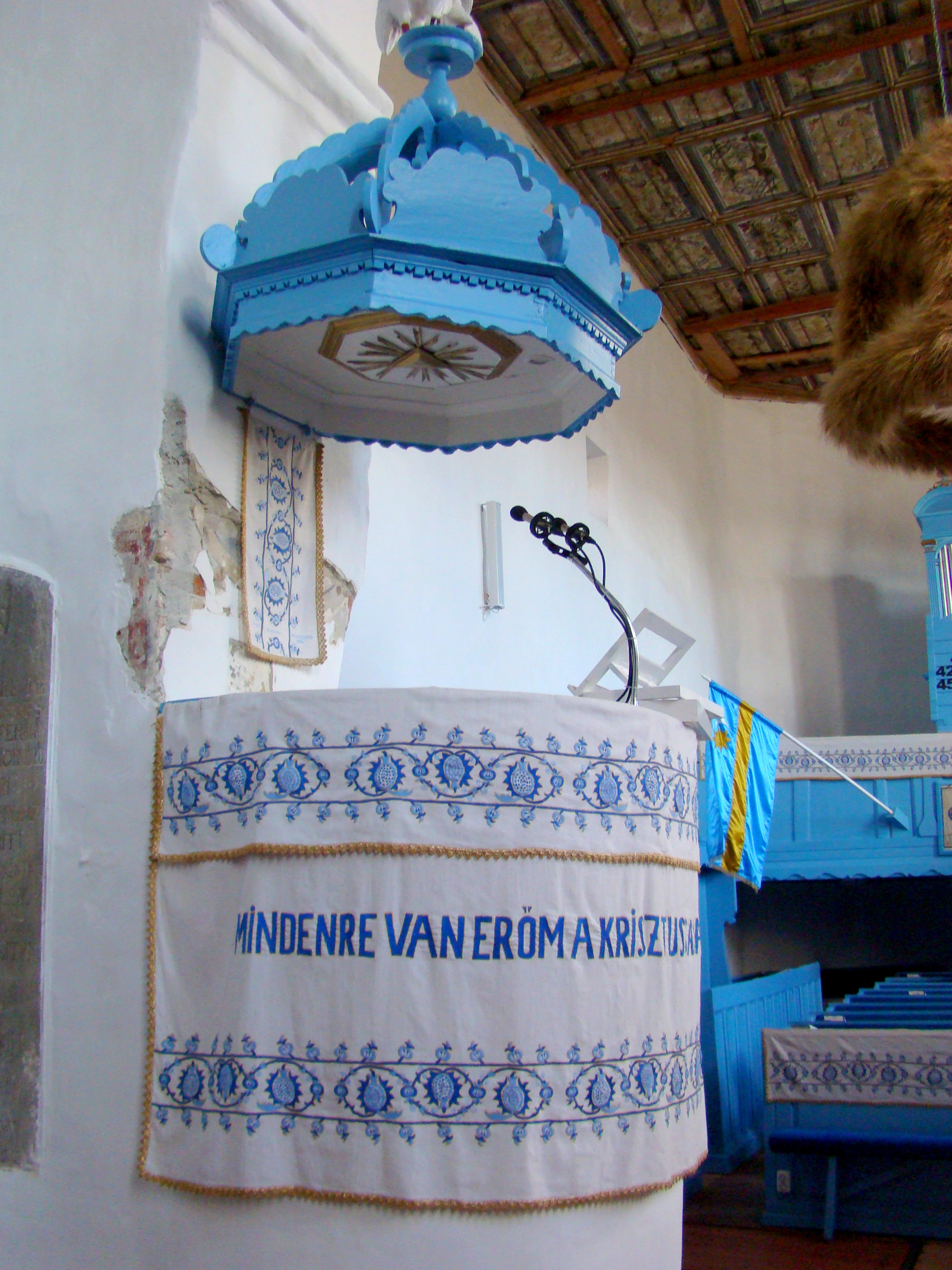
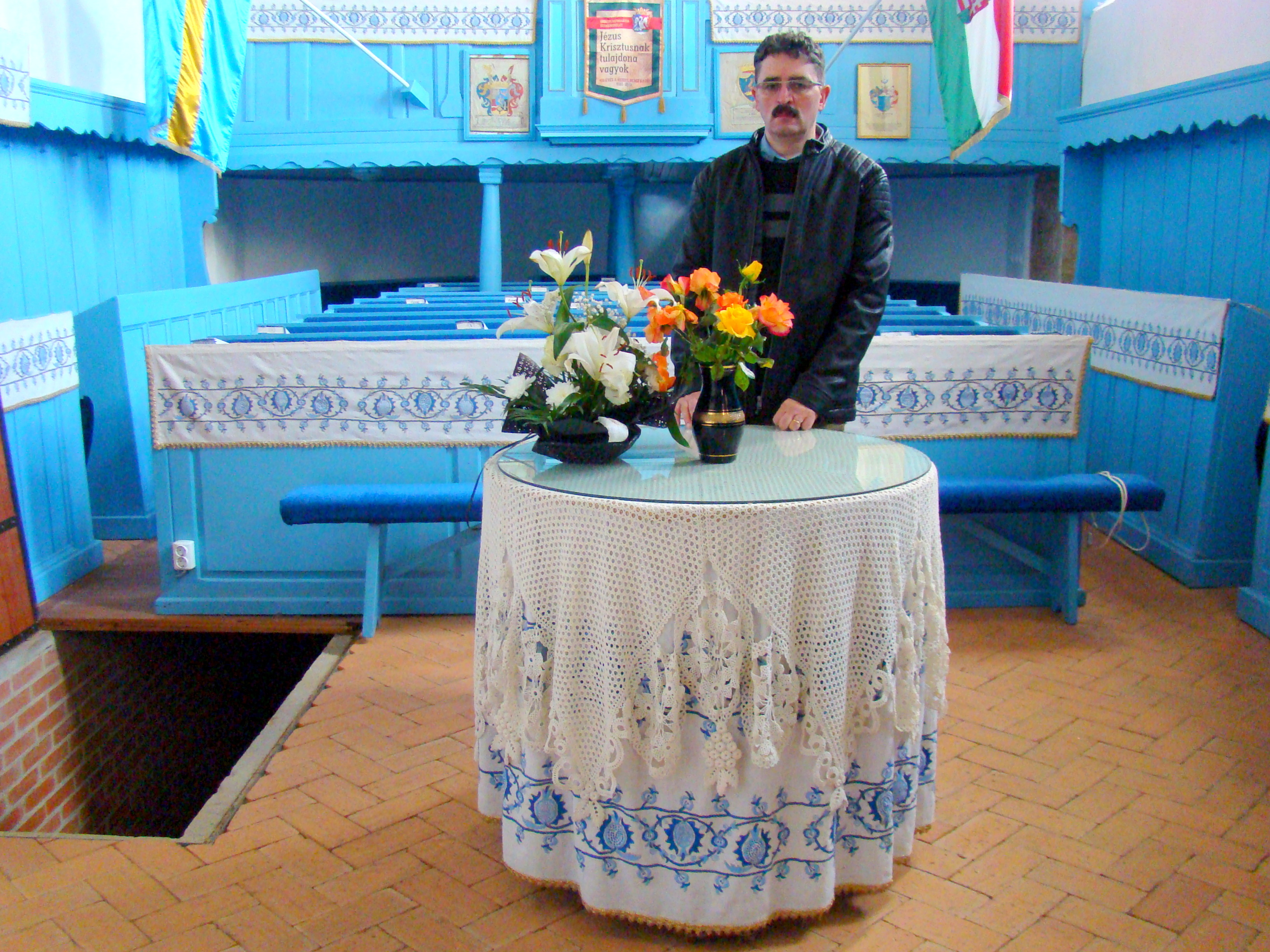
Pastorul reformat din Fântânele: Levente Kulcsár
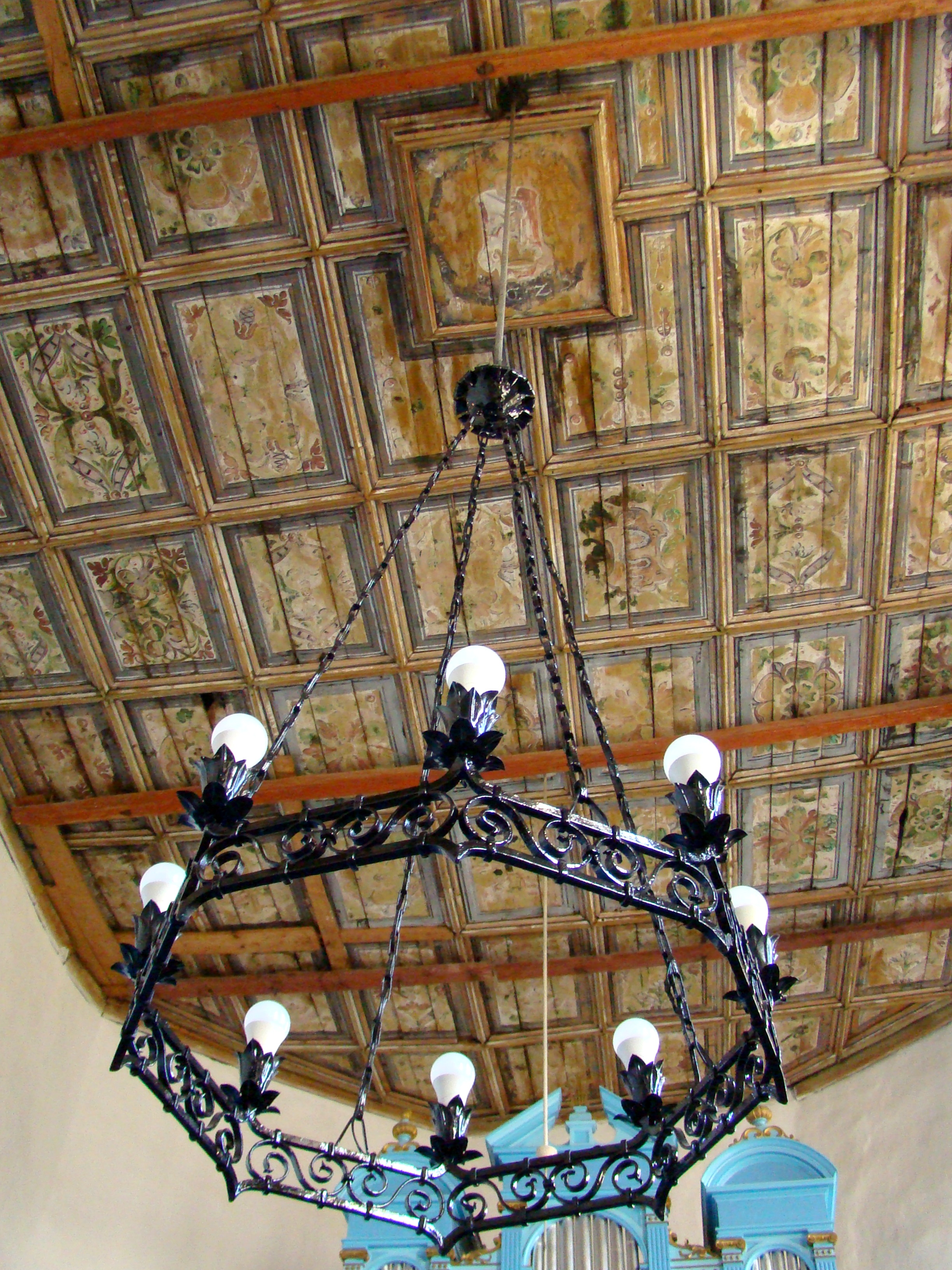
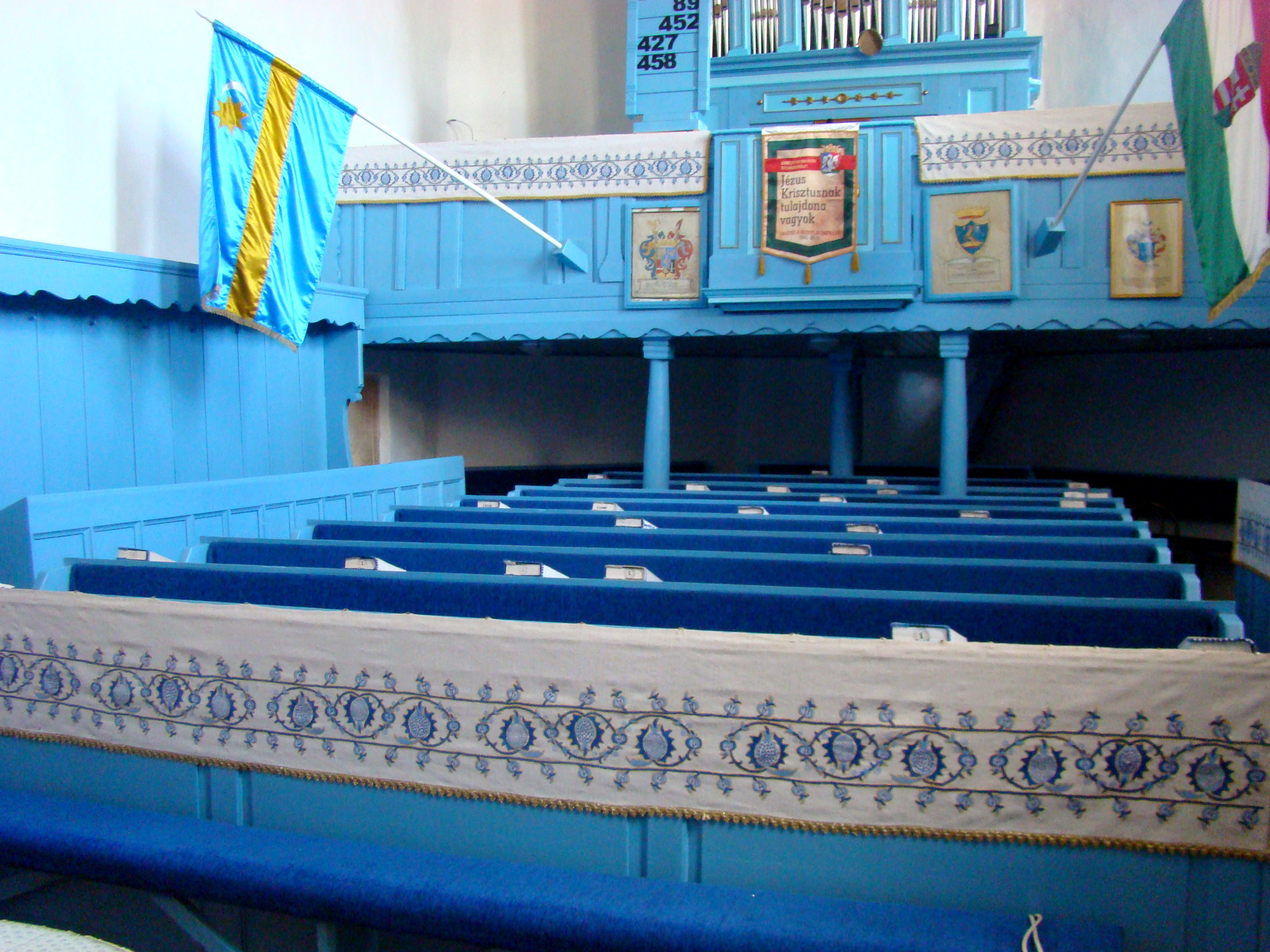
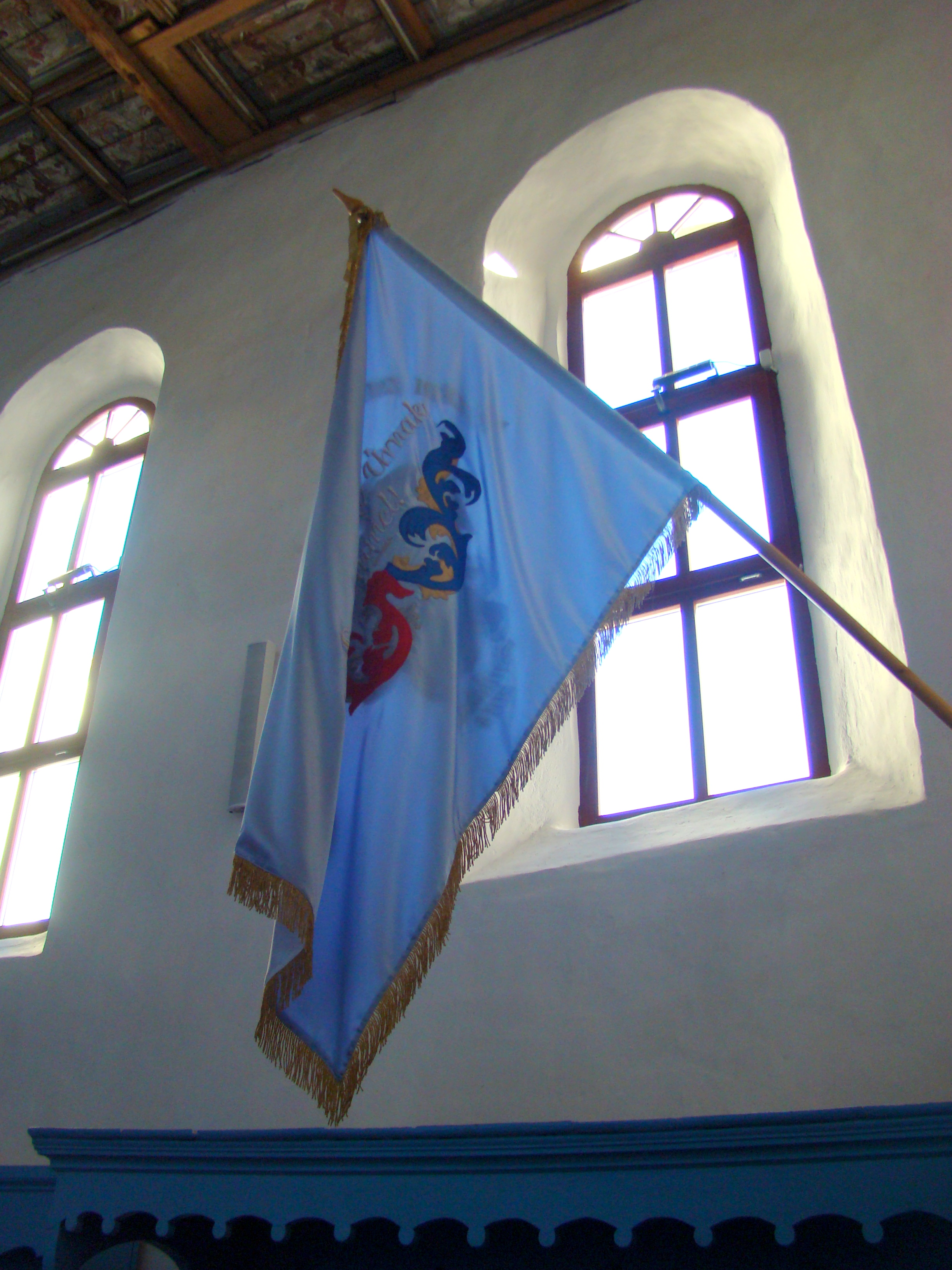
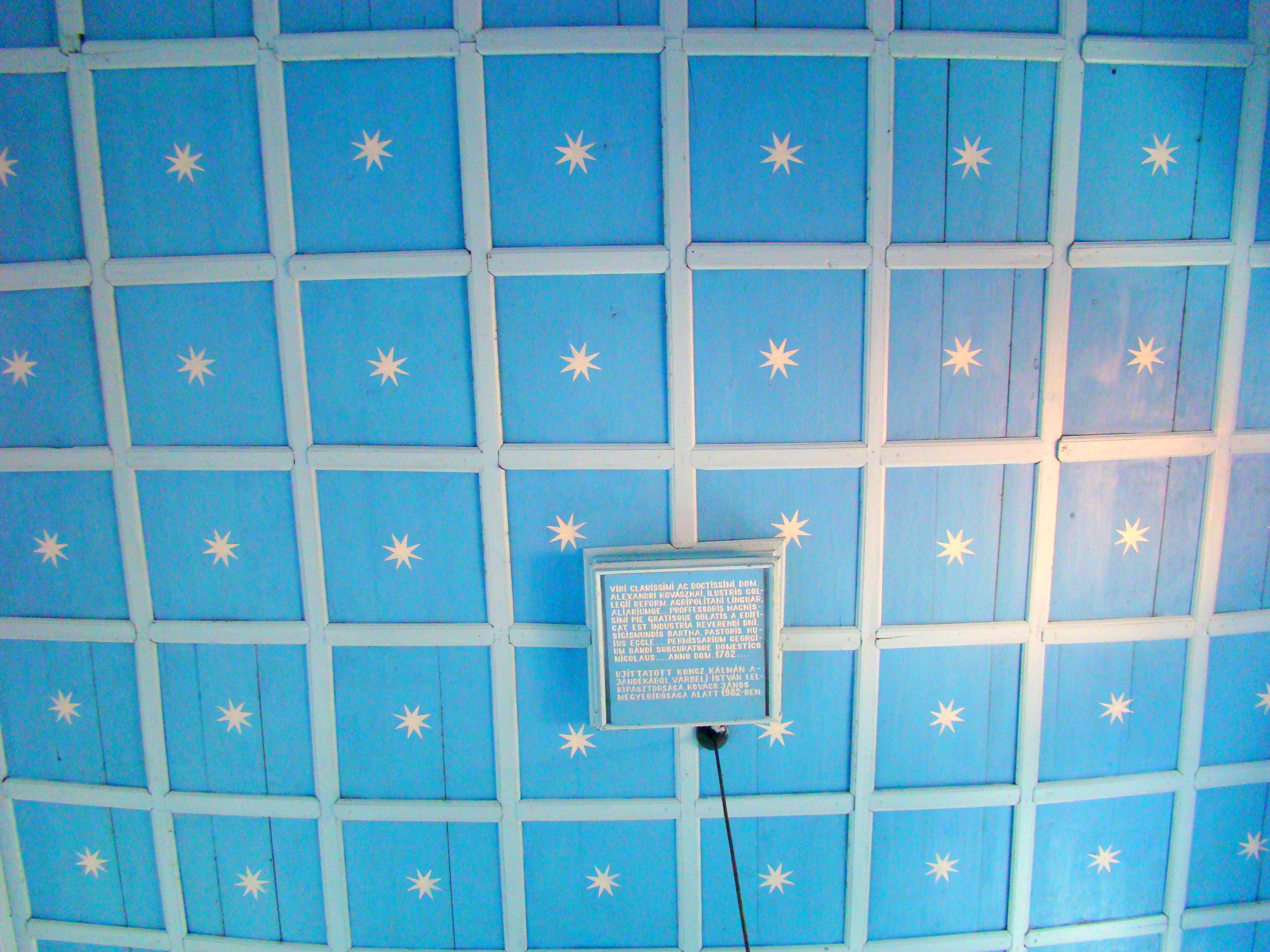
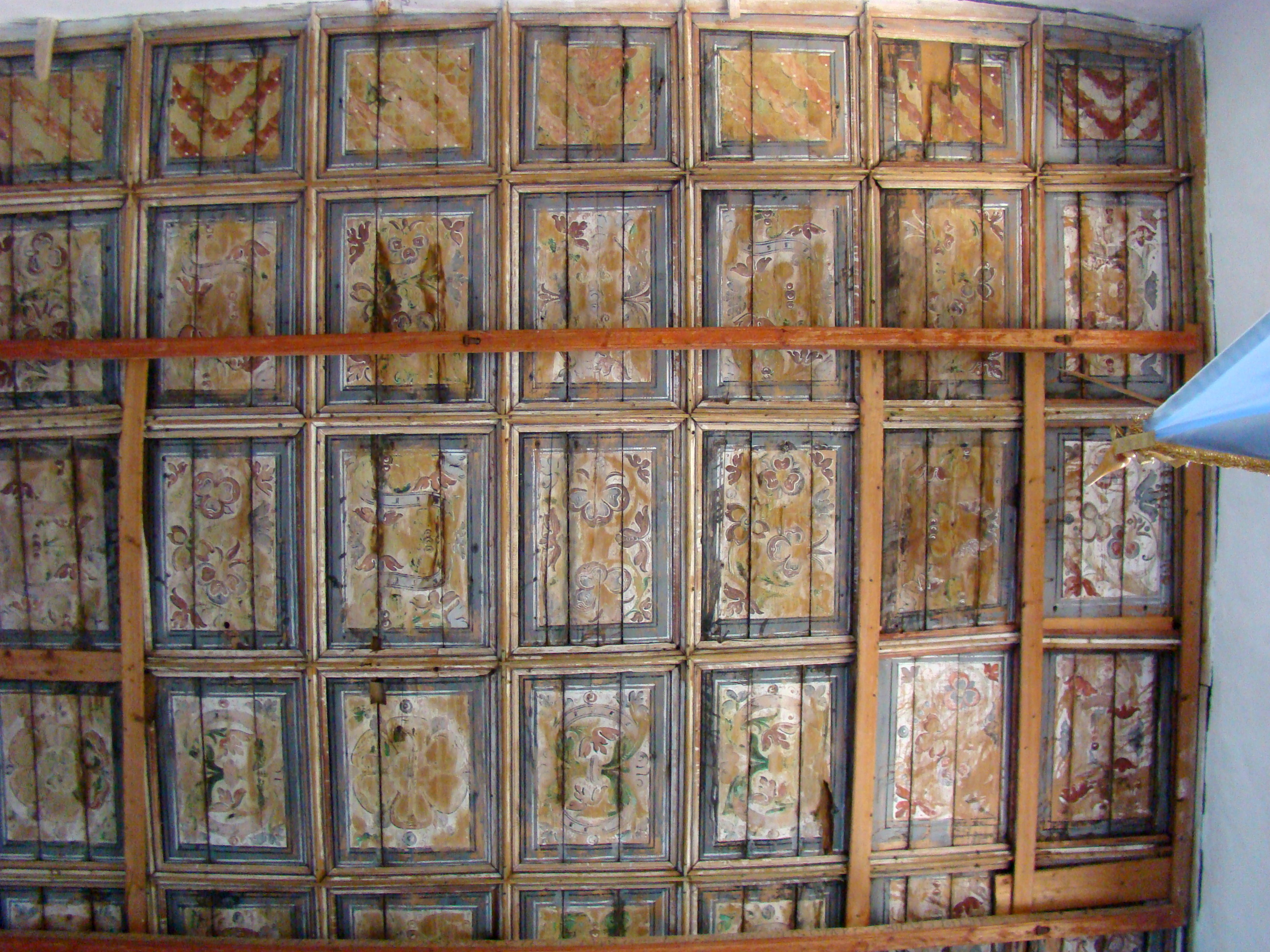
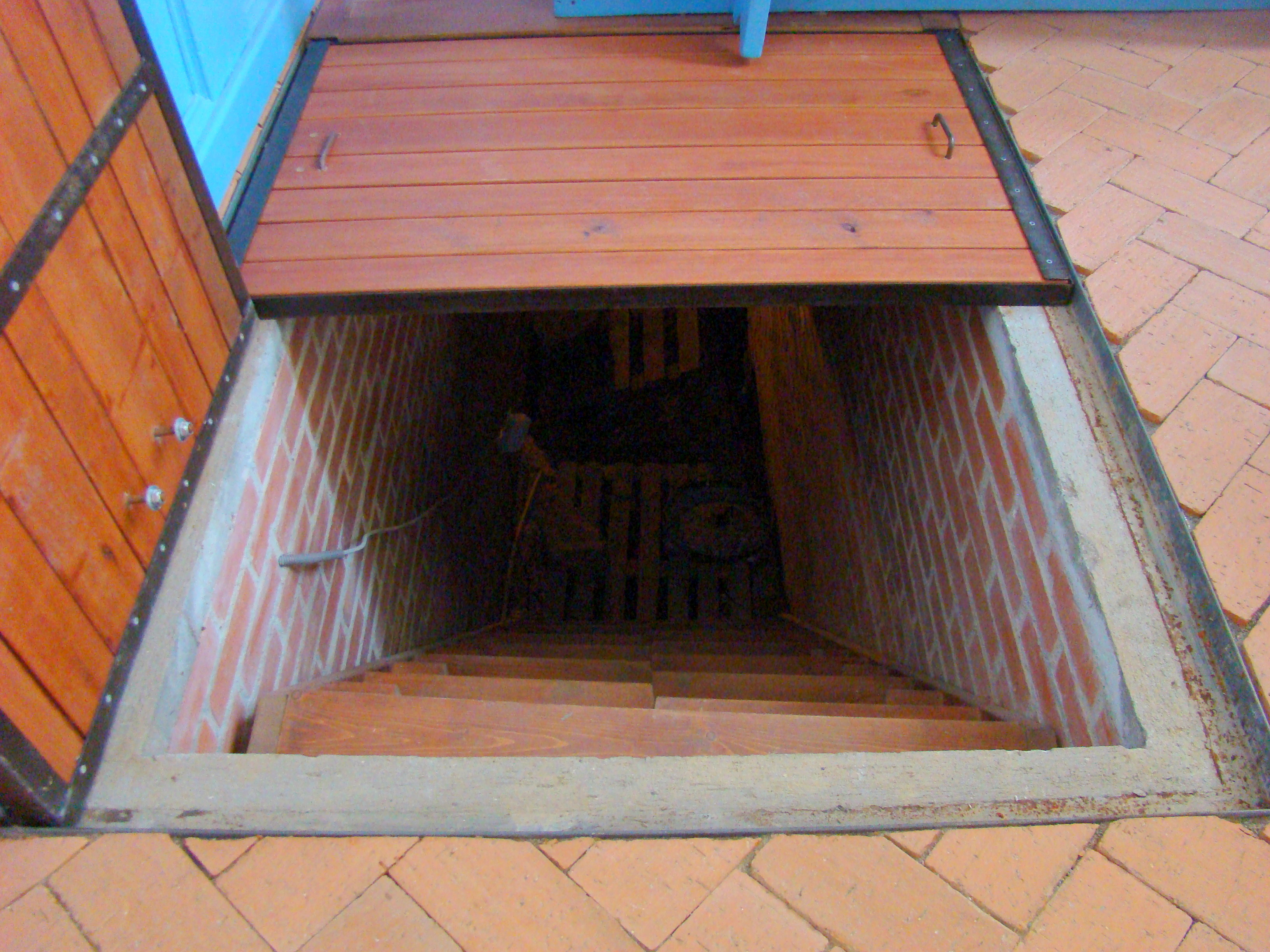
Intrarea în criptă
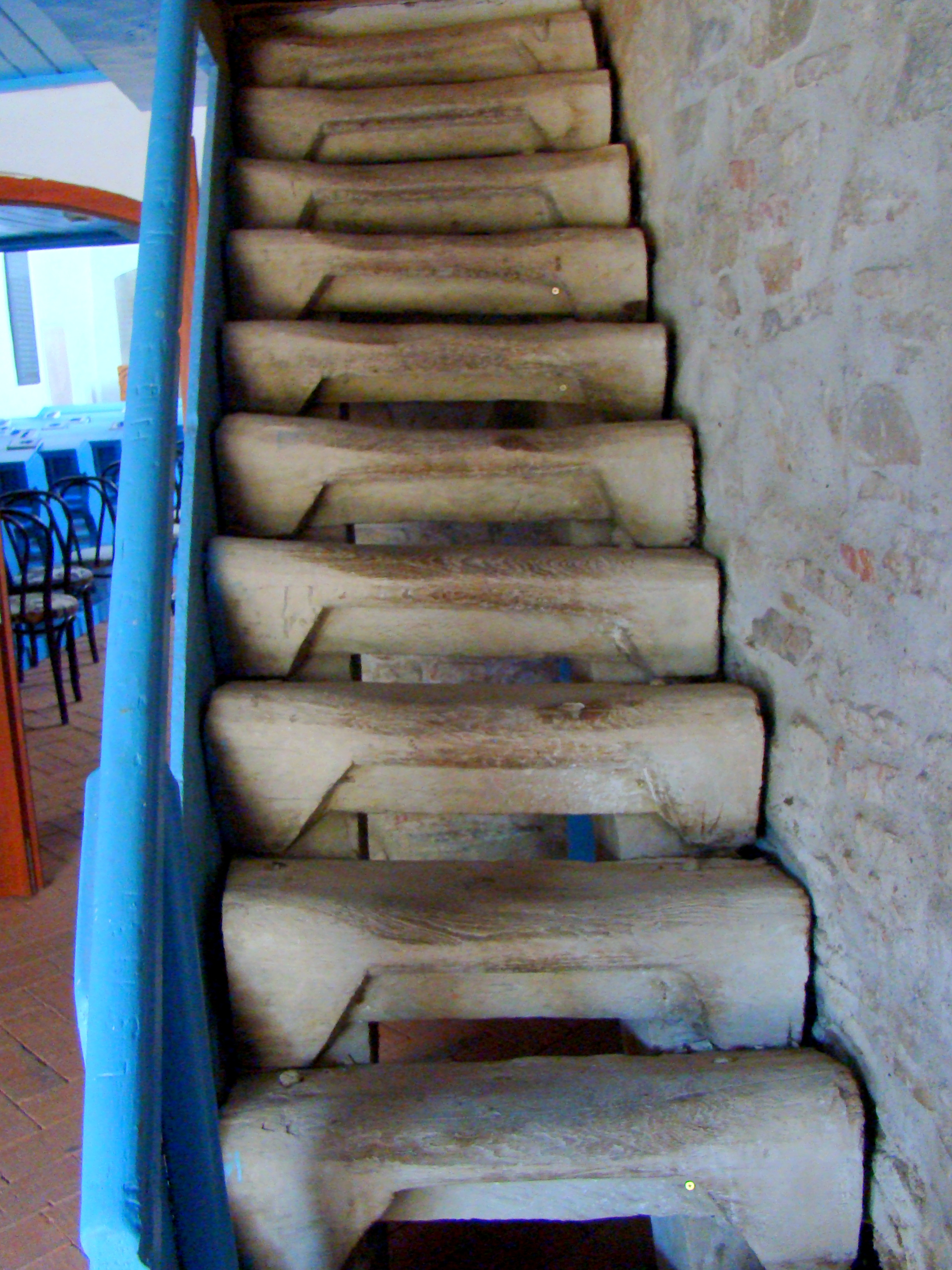
Accesul în turn